# Specie di Eucalyptus
Elenco delle specie di Eucalyptus:

## A
- Eucalyptus abdita Brooker & Hopper

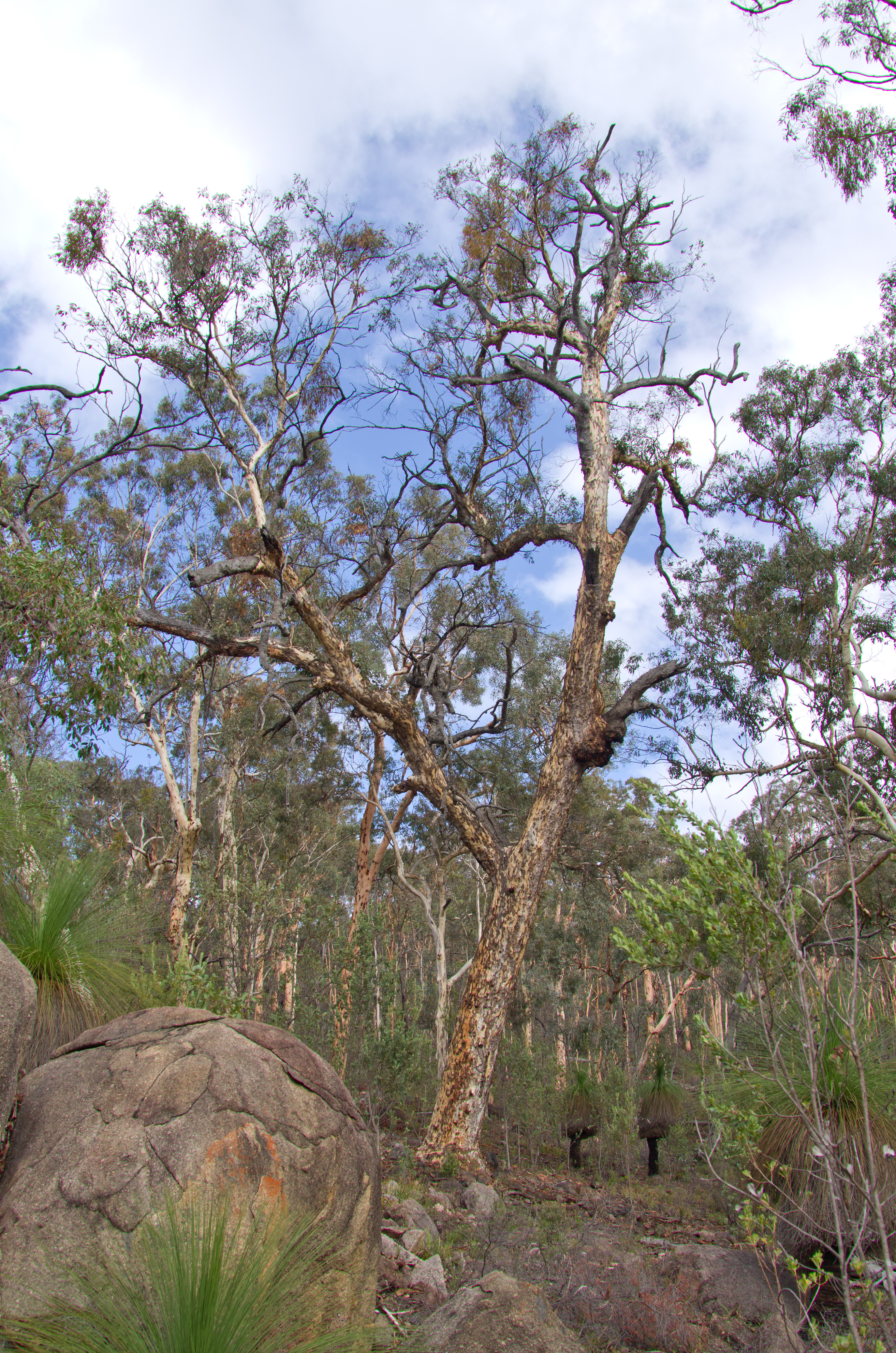
Eucalyptus accedens

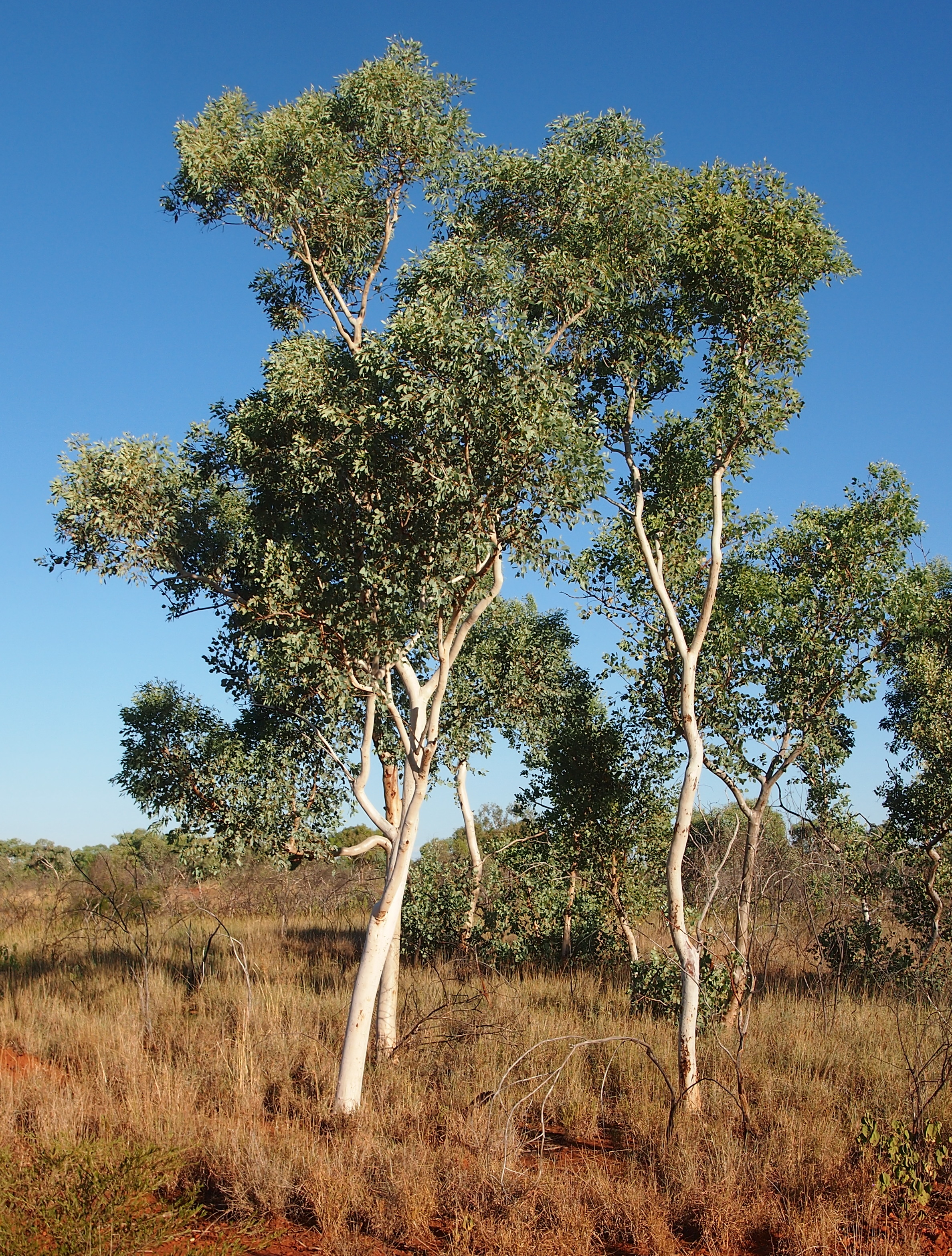
Eucalyptus alba

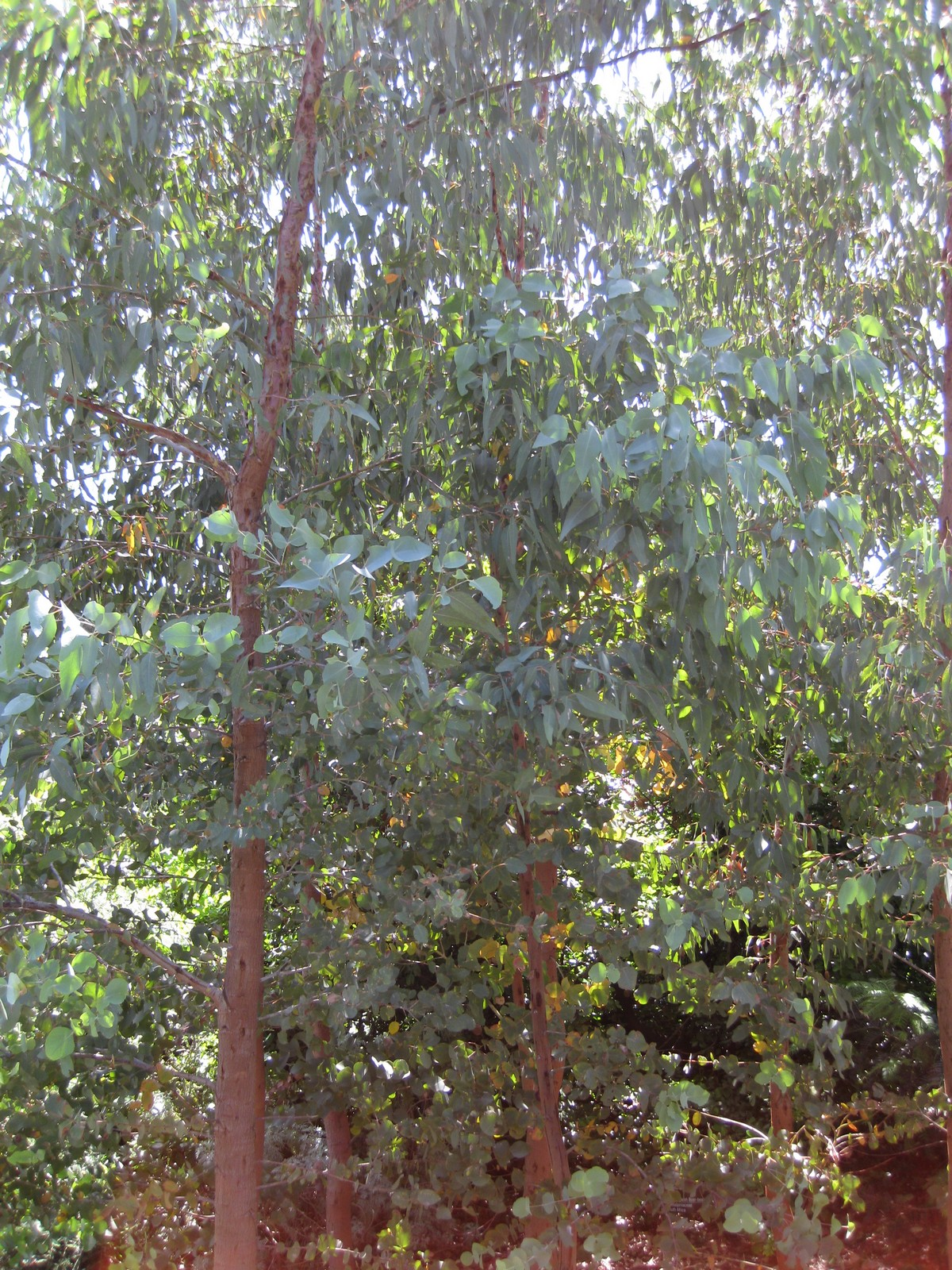
Eucalyptus alligatrix

- Eucalyptus absita Grayling & Brooker
- Eucalyptus acaciiformis H.Deane & Maiden
- Eucalyptus accedens W.Fitzg.
- Eucalyptus acies Brooker
- Eucalyptus acmenoides Schauer
- Eucalyptus acroleuca L.A.S.Johnson & K.D.Hill
- Eucalyptus adesmophloia (Brooker & Hopper) D.Nicolle & M.E.French
- Eucalyptus × adjuncta Maiden
- Eucalyptus × aequans Blakely
- Eucalyptus aequioperta Brooker & Hopper
- Eucalyptus × affinis H.Deane & Maiden
- Eucalyptus agglomerata Maiden
- Eucalyptus aggregata H.Deane & Maiden
- Eucalyptus alaticaulis R.J.Watson & Ladiges
- Eucalyptus alba Reinw. ex Blume
- Eucalyptus albens Benth.
- Eucalyptus albida Maiden & Blakely
- Eucalyptus albopurpurea (Boomsma) D.Nicolle
- Eucalyptus alipes (L.A.S.Johnson & K.D.Hill) D.Nicolle & Brooker
- Eucalyptus alligatrix L.A.S.Johnson & K.D.Hill
- Eucalyptus alpina Lindl.
- Eucalyptus × ambigua DC.
- Eucalyptus ammophila Brooker & Slee
- Eucalyptus amplifolia Naudin
- Eucalyptus amygdalina Labill.
- Eucalyptus anceps (Maiden) Blakely
- Eucalyptus ancophila L.A.S.Johnson & K.D.Hill
- Eucalyptus andrewsii Maiden
- Eucalyptus angophoroides R.T.Baker
- Eucalyptus angularis Brooker & Hopper
- Eucalyptus angulosa Schauer
- Eucalyptus angustissima F.Muell.
- Eucalyptus annettae D.Nicolle & M.E.French
- Eucalyptus annulata Benth.
- Eucalyptus annuliformis Grayling & Brooker
- Eucalyptus × anomala Blakely
- Eucalyptus apiculata R.T.Baker & H.G.Sm.
- Eucalyptus apodophylla Blakely & Jacobs
- Eucalyptus apothalassica L.A.S.Johnson & K.D.Hill
- Eucalyptus approximans Maiden
- Eucalyptus aquatica (Blakely) L.A.S.Johnson & K.D.Hill
- Eucalyptus aquilina Brooker
- Eucalyptus arachnaea Brooker & Hopper
- Eucalyptus arborella Brooker & Hopper
- Eucalyptus arcana (Nicolle & Brooker) Rule
- Eucalyptus archeri Maiden & Blakely
- Eucalyptus arenacea J.C.Marginson & Ladiges
- Eucalyptus arenicola Rule
- Eucalyptus argillacea W.Fitzg. ex Maiden
- Eucalyptus argophloia Blakely
- Eucalyptus argutifolia Grayling & Brooker
- Eucalyptus aridimontana D.Nicolle & M.E.French
- Eucalyptus armillata D.Nicolle & M.E.French
- Eucalyptus aromaphloia Pryor & J.H.Willis
- Eucalyptus articulata Brooker & Hopper
- Eucalyptus aspersa Brooker & Hopper
- Eucalyptus aspratilis L.A.S.Johnson & K.D.Hill
- Eucalyptus assimilans L.A.S.Johnson & K.D.Hill
- Eucalyptus astringens (Maiden) Maiden
- Eucalyptus atrata L.A.S.Johnson & K.D.Hill
- Eucalyptus × auburnensis Maiden
- Eucalyptus aurifodina Rule

## B

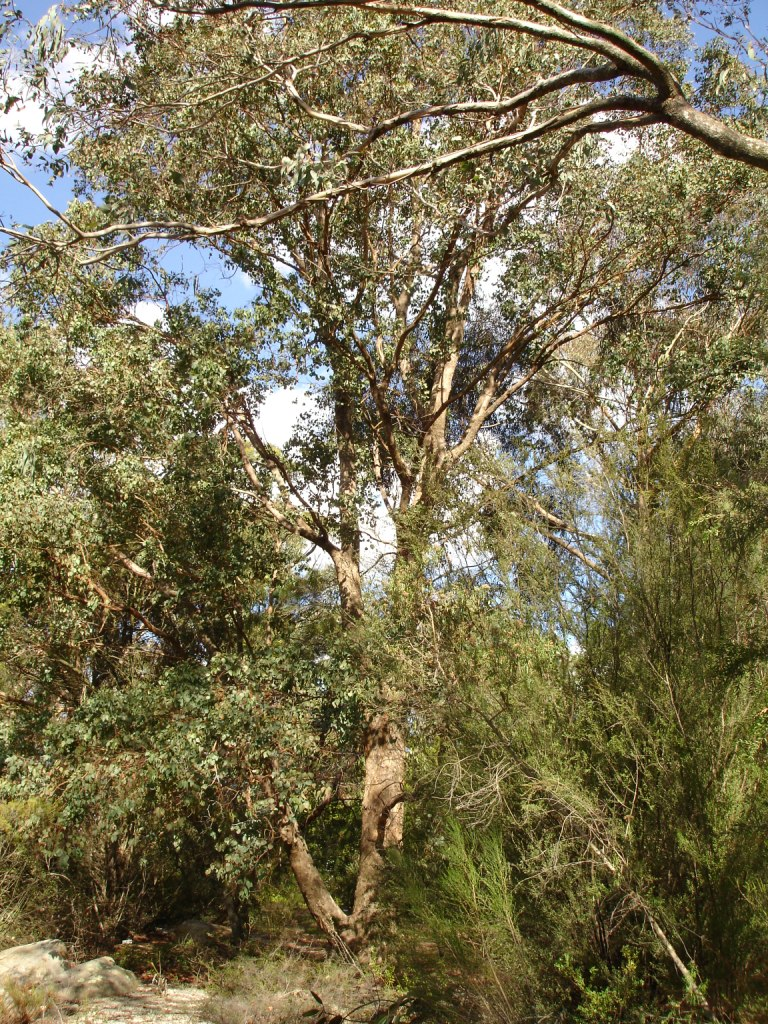
Eucalyptus baueriana

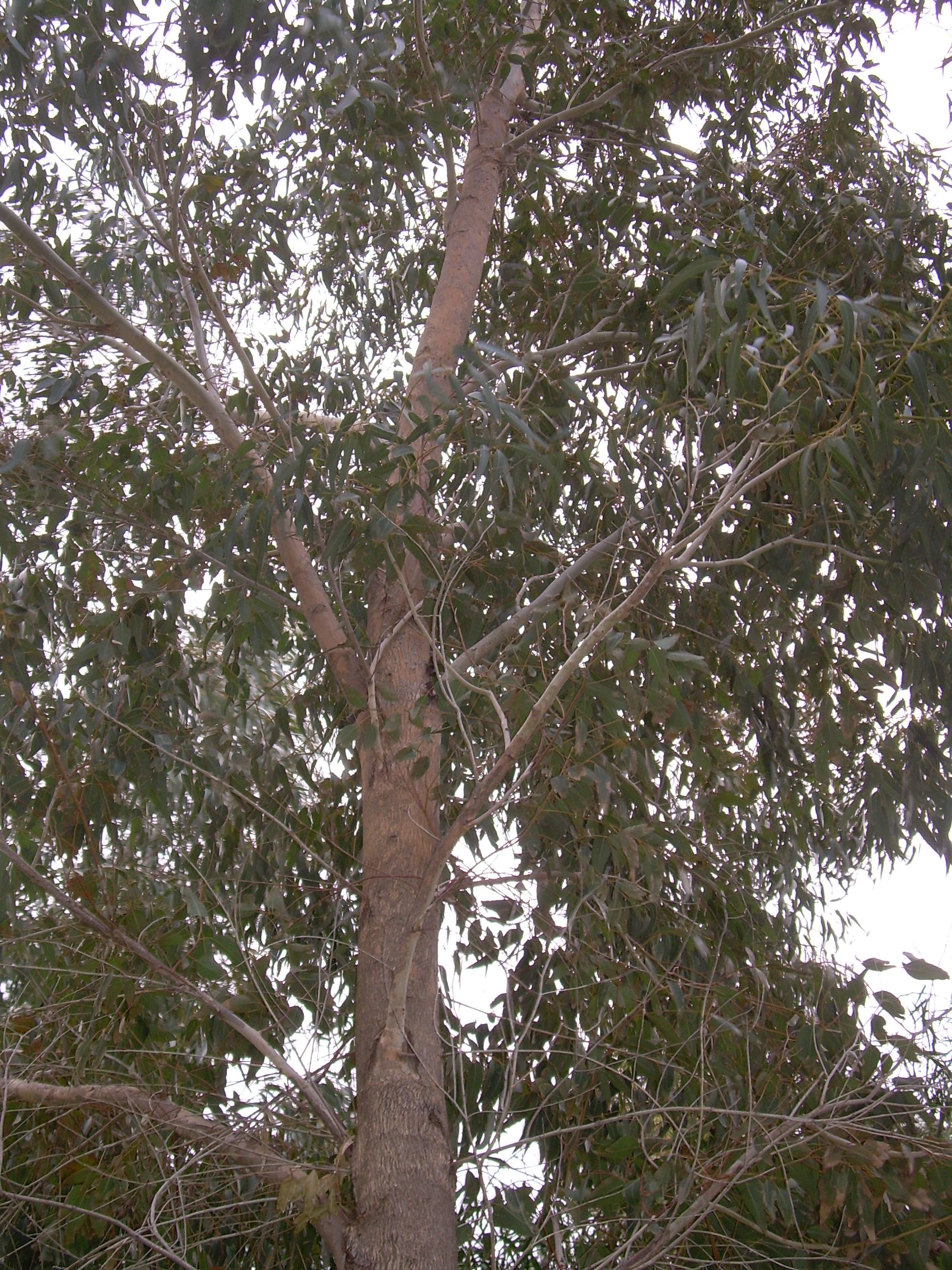
Eucalyptus botryoides

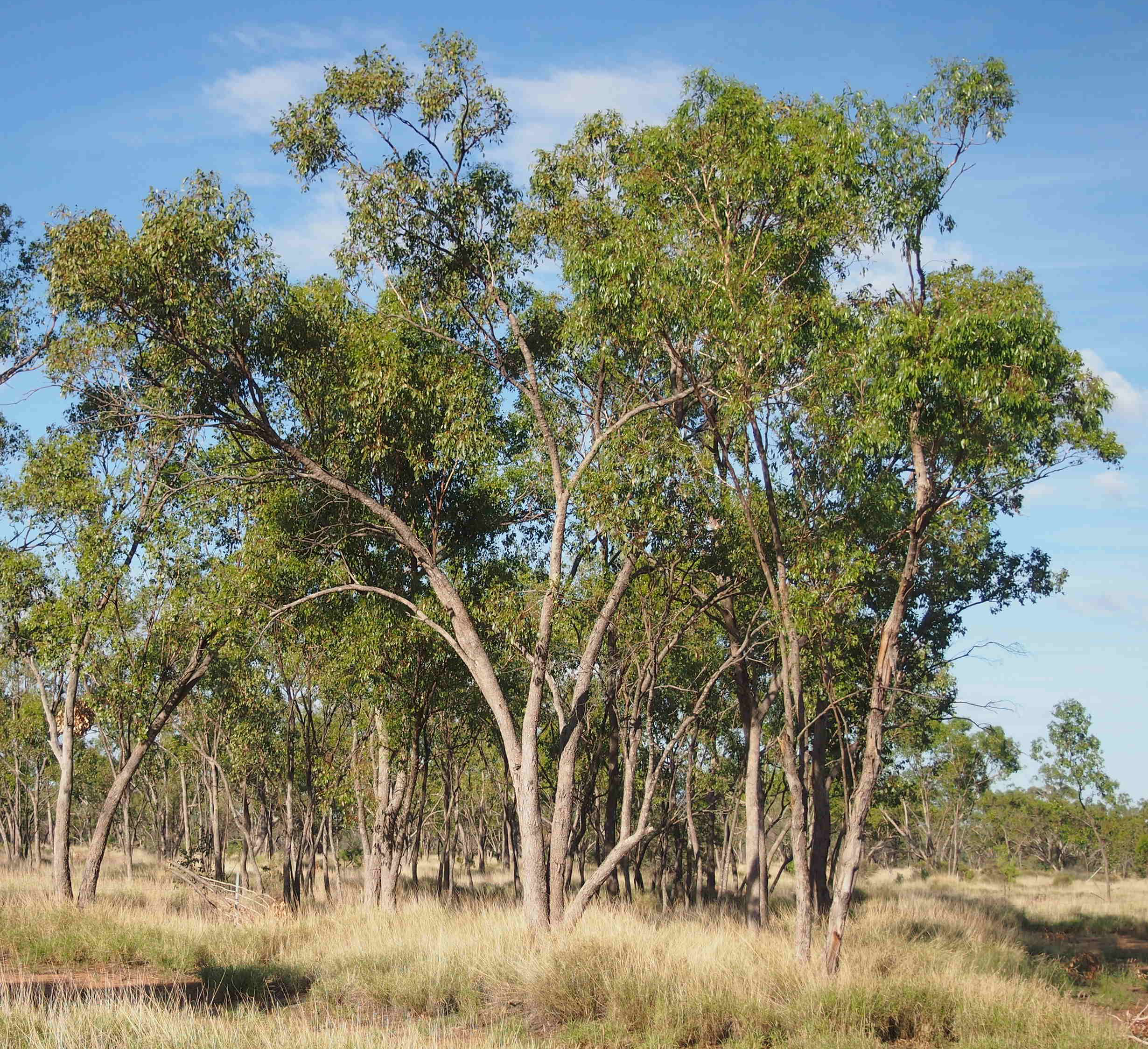
Eucalyptus brownii

- Eucalyptus badjensis Beuzev. & Welch
- Eucalyptus baeuerlenii F.Muell.
- Eucalyptus baileyana  F.Muell.
- Eucalyptus baiophylla D.Nicolle & Brooker
- Eucalyptus bakeri Maiden
- Eucalyptus × balanites Grayling & Brooker
- Eucalyptus × balanopelex L.A.S.Johnson & K.D.Hill
- Eucalyptus balladoniensis Brooker
- Eucalyptus bancroftii (Maiden) Maiden
- Eucalyptus banksii Maiden
- Eucalyptus barberi L.A.S.Johnson & Blaxell
- Eucalyptus barklyensis L.A.S.Johnson & K.D.Hill
- Eucalyptus × barmedmanensis Maiden
- Eucalyptus baudiniana D.J.Carr & S.G.M.Carr
- Eucalyptus baueriana Schauer
- Eucalyptus baxteri (Benth.) J.M.Black
- Eucalyptus beaniana L.A.S.Johnson & K.D.Hill
- Eucalyptus beardiana Brooker & Blaxell
- Eucalyptus × beaselyi Blakely
- Eucalyptus behriana F.Muell.
- Eucalyptus × bennettiae D.J.Carr & S.G.M.Carr
- Eucalyptus bensonii .A.S.Johnson & K.D.Hill
- Eucalyptus benthamii Maiden & Cambage
- Eucalyptus beyeri F.Muell. ex R.T.Baker
- Eucalyptus beyeriana L.A.S.Johnson & K.D.Hill
- Eucalyptus bicolor A.Cunn. ex Hook.
- Eucalyptus bigalerita F.Muell.
- Eucalyptus × bipileata Blakely
- Eucalyptus biterranea L.A.S.Johnson & K.D.Hill
- Eucalyptus × blackburniana Maiden ex R.T.Baker & H.G.Sm.
- Eucalyptus blakelyi Maiden
- Eucalyptus blaxellii L.A.S.Johnson & K.D.Hill
- Eucalyptus blaxlandii Maiden & Cambage
- Eucalyptus boliviana J.B.Williams & K.D.Hill
- Eucalyptus × boormanii H.Deane & Maiden
- Eucalyptus bosistoana F.Muell.
- Eucalyptus botryoides Sm.
- Eucalyptus brachyandra F.Muell.
- Eucalyptus brachycalyx Blakely
- Eucalyptus × brachyphylla C.A.Gardner
- Eucalyptus brandiana Hopper & McQuoid
- Eucalyptus brassiana S.T.Blake
- Eucalyptus brevifolia F.Muell.
- Eucalyptus brevipes Brooker
- Eucalyptus × brevirostris Blakely
- Eucalyptus brevistylis Brooker
- Eucalyptus bridgesiana F.Muell. ex R.T.Baker
- Eucalyptus brockwayi C.A.Gardner
- Eucalyptus brookeriana A.M.Gray
- Eucalyptus broviniensis A.R.Bean
- Eucalyptus brownii Maiden & Cambage
- Eucalyptus × bucknellii Cambage
- Eucalyptus bunyip Rule
- Eucalyptus buprestium F.Muell.
- Eucalyptus burdettiana Blakely & H.Steedman
- Eucalyptus burgessiana L.A.S.Johnson & Blaxell
- Eucalyptus burracoppinensis Maiden & Blakely

## C

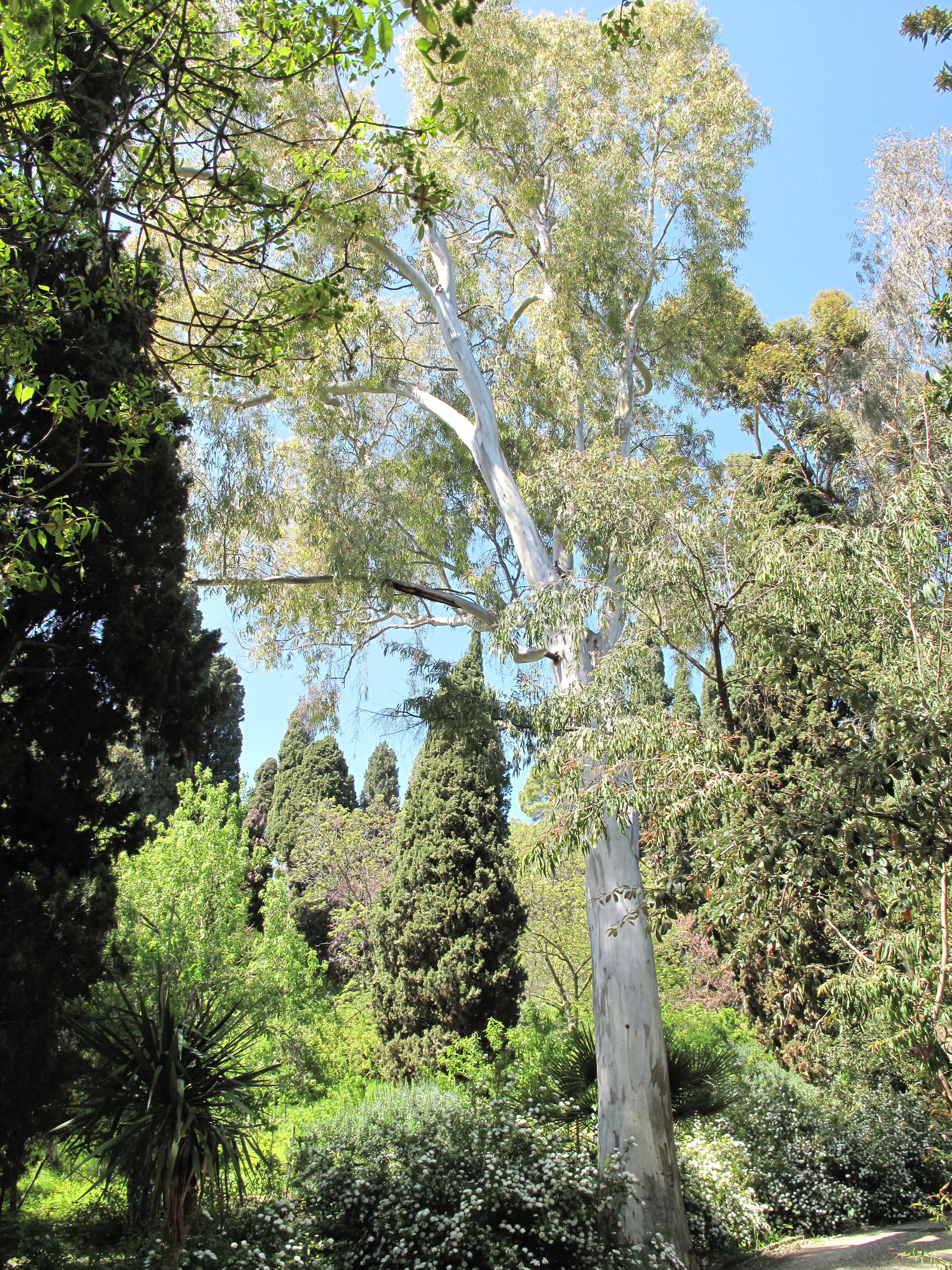
Eucalyptus camaldulensis

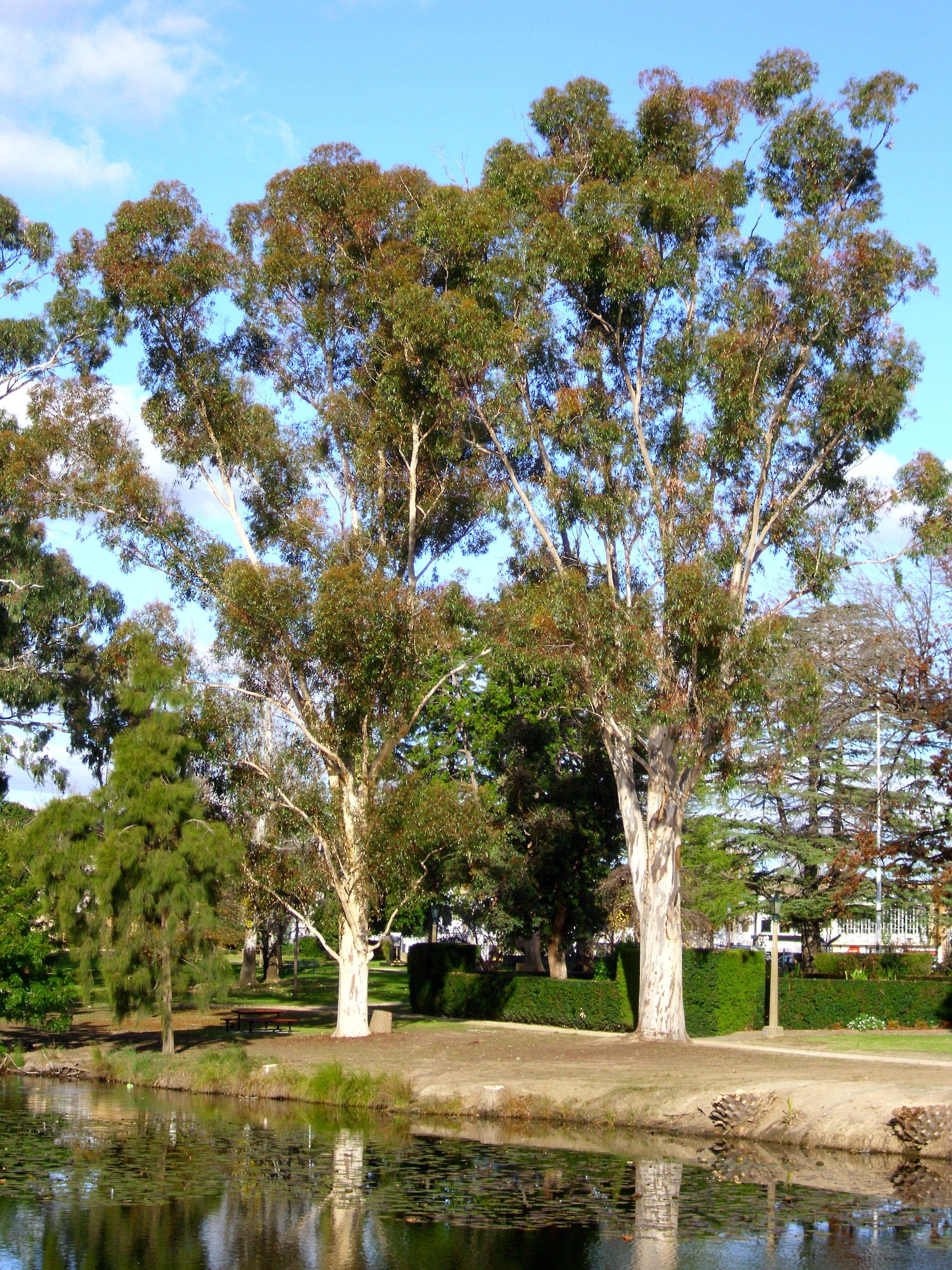
Eucalyptus cladocalyx

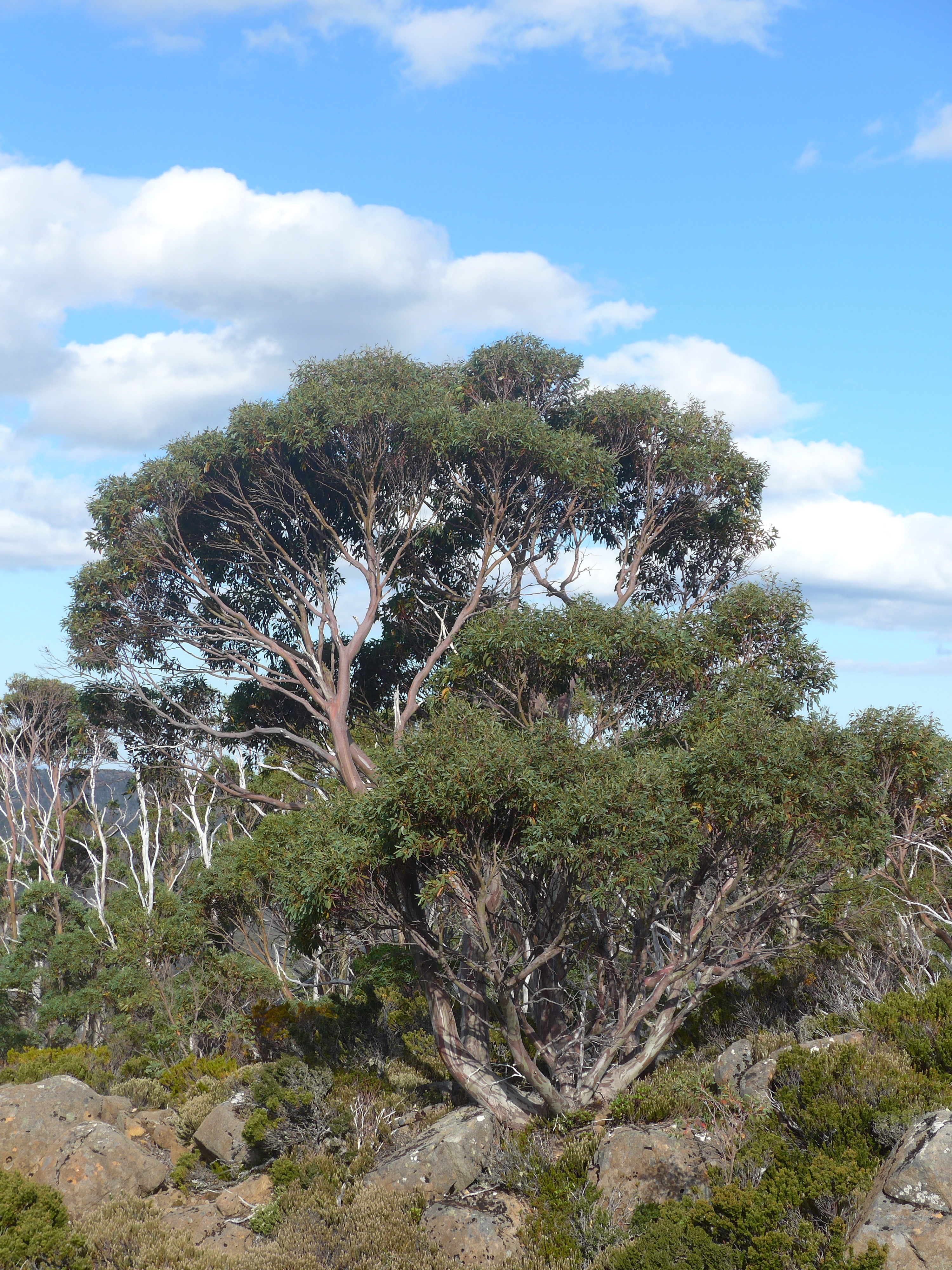
Eucalyptus coccifera

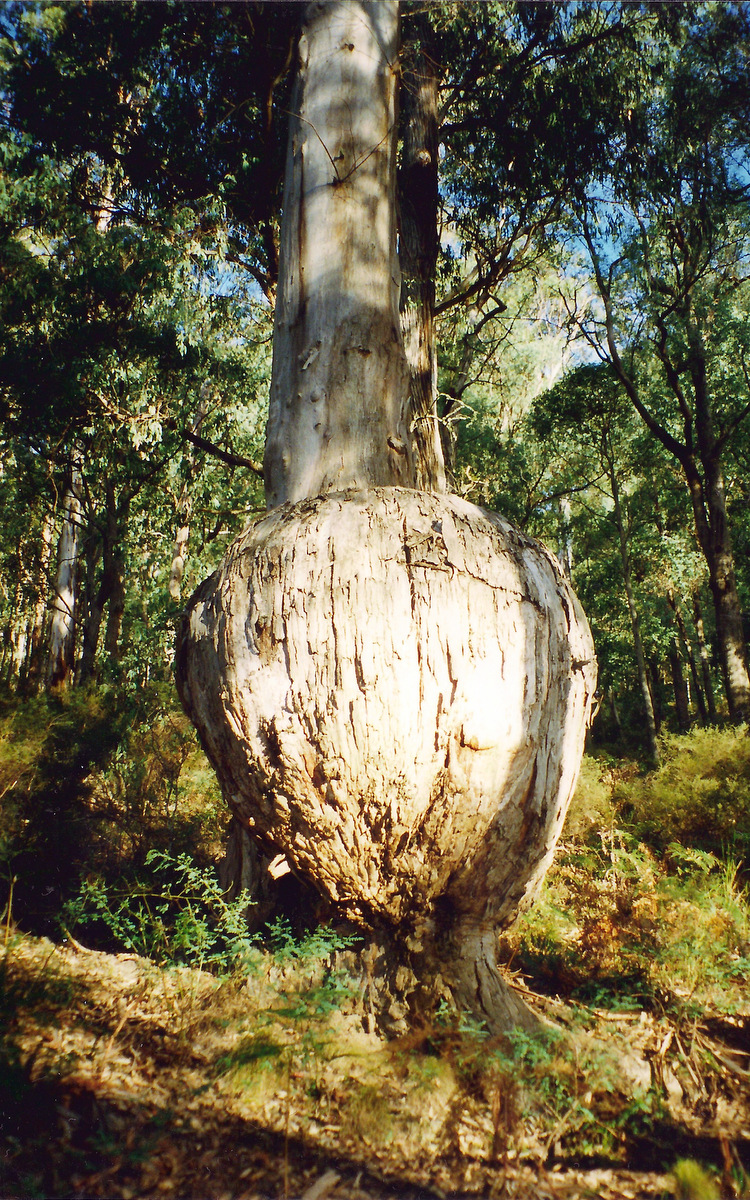
Eucalyptus cypellocarpa

- Eucalyptus cadens J.D.Briggs & Crisp
- Eucalyptus caesia Benth.
- Eucalyptus calcareana Boomsma
- Eucalyptus calcicola Brooker
- Eucalyptus caleyi Maiden
- Eucalyptus caliginosa Blakely & McKie
- Eucalyptus × callanii Blakely
- Eucalyptus calycogona Turcz.
- Eucalyptus calyerup McQuoid & Hopper
- Eucalyptus camaldulensis Dehnh.
- Eucalyptus cambageana Maiden
- Eucalyptus cameronii Blakely & McKie
- Eucalyptus camfieldii Maiden
- Eucalyptus × campanifructa Blakely
- Eucalyptus campanulata R.T.Baker & H.G.Sm.
- Eucalyptus campaspe S.Moore
- Eucalyptus camphora F.Muell. ex R.T.Baker
- Eucalyptus canaliculata Maiden
- Eucalyptus canescens Nicolle
- Eucalyptus canobolensis (L.A.S.Johnson & K.D.Hill) J.T.Hunter
- Eucalyptus capillosa Brooker & Hopper
- Eucalyptus capitanea L.A.S.Johnson & K.D.Hill
- Eucalyptus capitellata Sm.
- Eucalyptus captiosa Brooker & Hopper
- Eucalyptus × carnabyi Blakely & H.Steedman
- Eucalyptus carnea F.Muell. ex R.T.Baker
- Eucalyptus carnei C.A.Gardner
- Eucalyptus carolaniae Rule
- Eucalyptus castrensis K.D.Hill
- Eucalyptus celastroides Turcz.
- Eucalyptus cephalocarpa Blakely
- Eucalyptus ceracea Brooker & Done
- Eucalyptus cerasiformis Brooker & Blaxell
- Eucalyptus ceratocorys (Blakely) L.A.S.Johnson & K.D.Hill
- Eucalyptus cernua Brooker & Hopper
- Eucalyptus chapmaniana Cameron
- Eucalyptus chartaboma D.Nicolle
- Eucalyptus × chisholmii Maiden & Blakely
- Eucalyptus chloroclada (Blakely) L.A.S.Johnson & K.D.Hill
- Eucalyptus chlorophylla Brooker & Done
- Eucalyptus × chrysantha Blakely & H.Steedman
- Eucalyptus cinerea F.Muell. ex Benth.
- Eucalyptus cladocalyx F.Muell.
- Eucalyptus clelandiorum (Maiden) Maiden
- Eucalyptus clivicola Brooker & Hopper
- Eucalyptus cloeziana F.Muell.
- Eucalyptus cneorifolia A.Cunn. ex DC.
- Eucalyptus coccifera Hook.f.
- Eucalyptus codonocarpa Blakely & McKie
- Eucalyptus comitae-vallis Maiden
- Eucalyptus × communalis Brooker & Hopper
- Eucalyptus concinna Maiden & Blakely
- Eucalyptus conferruminata D.J.Carr & S.G.M.Carr
- Eucalyptus conferta Rule
- Eucalyptus confluens W.Fitzg. ex Maiden
- Eucalyptus × congener Maiden & Blakely
- Eucalyptus conglobata (Benth.) Maiden
- Eucalyptus conglomerata Maiden & Blakely
- Eucalyptus conica H.Deane & Maiden
- Eucalyptus × conjuncta L.A.S.Johnson & K.D.Hill
- Eucalyptus consideniana Maiden
- Eucalyptus conspicua L.A.S.Johnson & K.D.Hill
- Eucalyptus contracta L.A.S.Johnson & K.D.Hill
- Eucalyptus conveniens L.A.S.Johnson & K.D.Hill
- Eucalyptus coolabah Blakely & Jacobs
- Eucalyptus cooperiana F.Muell.
- Eucalyptus copulans L.A.S.Johnson & K.D.Hill
- Eucalyptus cordata Labill.
- Eucalyptus × cordieri Trab.
- Eucalyptus cornuta Labill.
- Eucalyptus coronata C.A.Gardner
- Eucalyptus corrugata Luehm.
- Eucalyptus corticosa L.A.S.Johnson
- Eucalyptus corynodes A.R.Bean & Brooker
- Eucalyptus cosmophylla F.Muell.
- Eucalyptus costuligera L.A.S.Johnson & K.D.Hill
- Eucalyptus × crawfordii Maiden & Blakely
- Eucalyptus crebra F.Muell.
- Eucalyptus crenulata Blakely & Beuzev.
- Eucalyptus creta L.A.S.Johnson & K.D.Hill
- Eucalyptus cretata P.J.Lang & Brooker
- Eucalyptus crispata Brooker & Hopper
- Eucalyptus croajingolensis L.A.S.Johnson & K.D.Hill
- Eucalyptus crucis Maiden
- Eucalyptus cullenii Cambage
- Eucalyptus cunninghamii Sweet
- Eucalyptus cuprea Brooker & Hopper
- Eucalyptus cupularis C.A.Gardner
- Eucalyptus × currabubula Blakely
- Eucalyptus curtisii Blakely & C.T.White
- Eucalyptus cyanoclada Blakely
- Eucalyptus cyanophylla Brooker
- Eucalyptus cyclostoma Brooker
- Eucalyptus cylindriflora Maiden & Blakely
- Eucalyptus cylindrocarpa Blakely
- Eucalyptus cypellocarpa L.A.S.Johnson

## D
- Eucalyptus dalrympleana Maiden

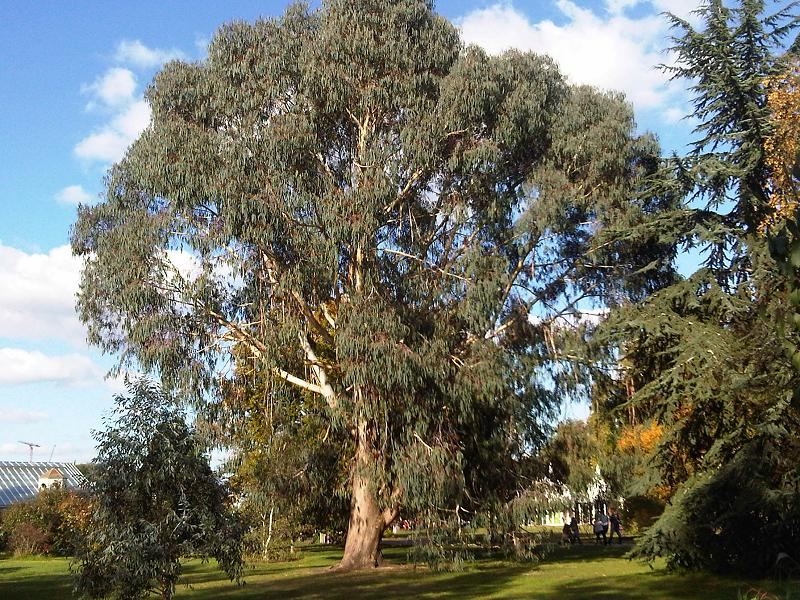
Eucalyptus dalrympleana

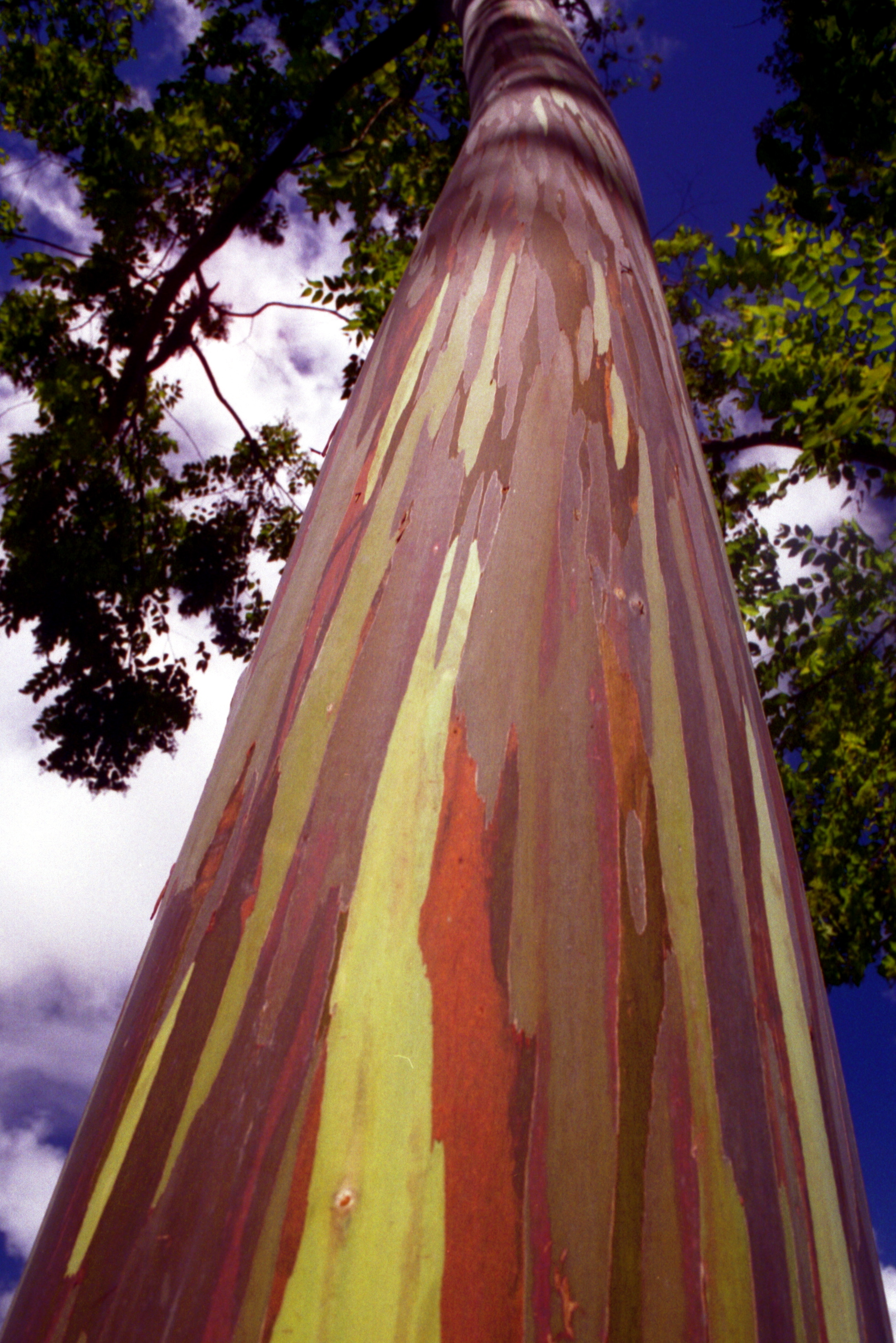
Eucalyptus deglupta

- Eucalyptus dalveenica T.L.Collins, R.L.Andrew & J.J.Bruhl
- Eucalyptus dawsonii R.T.Baker
- Eucalyptus dealbata A.Cunn. ex Schauer
- Eucalyptus deanei Maiden
- Eucalyptus decipiens Endl.
- Eucalyptus decolor A.R.Bean & Brooker
- Eucalyptus decorticans (F.M.Bailey) Maiden
- Eucalyptus decurva F.Muell.
- Eucalyptus deflexa Brooker
- Eucalyptus deglupta Blume
- Eucalyptus delegatensis F.Muell. ex R.T.Baker
- Eucalyptus delicata L.A.S.Johnson & K.D.Hill
- Eucalyptus dendromorpha (Blakely) L.A.S.Johnson & Blaxell
- Eucalyptus densa Brooker & Hopper
- Eucalyptus denticulata I.O.Cook & Ladiges
- Eucalyptus depauperata L.A.S.Johnson & K.D.Hill
- Eucalyptus desmondensis Maiden & Blakely
- Eucalyptus deuaensis Boland & P.M.Gilmour
- Eucalyptus dielsii C.A.Gardner
- Eucalyptus diminuta Brooker & Hopper
- Eucalyptus diptera C.R.P.Andrews
- Eucalyptus disclusa L.A.S.Johnson & Blaxell
- Eucalyptus discreta Brooker
- Eucalyptus dissimulata Brooker
- Eucalyptus dissita K.D.Hill
- Eucalyptus distans Brooker, Boland & Kleinig
- Eucalyptus distuberosa D.Nicolle
- Eucalyptus diversicolor F.Muell.
- Eucalyptus diversifolia Bonpl.
- Eucalyptus dives Schauer
- Eucalyptus × dixsonii N.A.Wakef.
- Eucalyptus dolichocera L.A.S.Johnson & K.D.Hill
- Eucalyptus dolichorhyncha (Brooker) Brooker & Hopper
- Eucalyptus dolorosa Brooker & Hopper
- Eucalyptus doratoxylon F.Muell.
- Eucalyptus × dorisiana Blakely
- Eucalyptus dorrienii Domin
- Eucalyptus dorrigoensis (Blakely) L.A.S.Johnson & K.D.Hill
- Eucalyptus drepanophylla F.Muell. ex Benth.
- Eucalyptus drummondii Benth.
- Eucalyptus dumosa A.Cunn. ex Oxley
- Eucalyptus dundasii Maiden
- Eucalyptus dunnii Maiden
- Eucalyptus dura L.A.S.Johnson & K.D.Hill
- Eucalyptus dwyeri Maiden & Blakely

## E
- Eucalyptus ebbanoensis Maiden

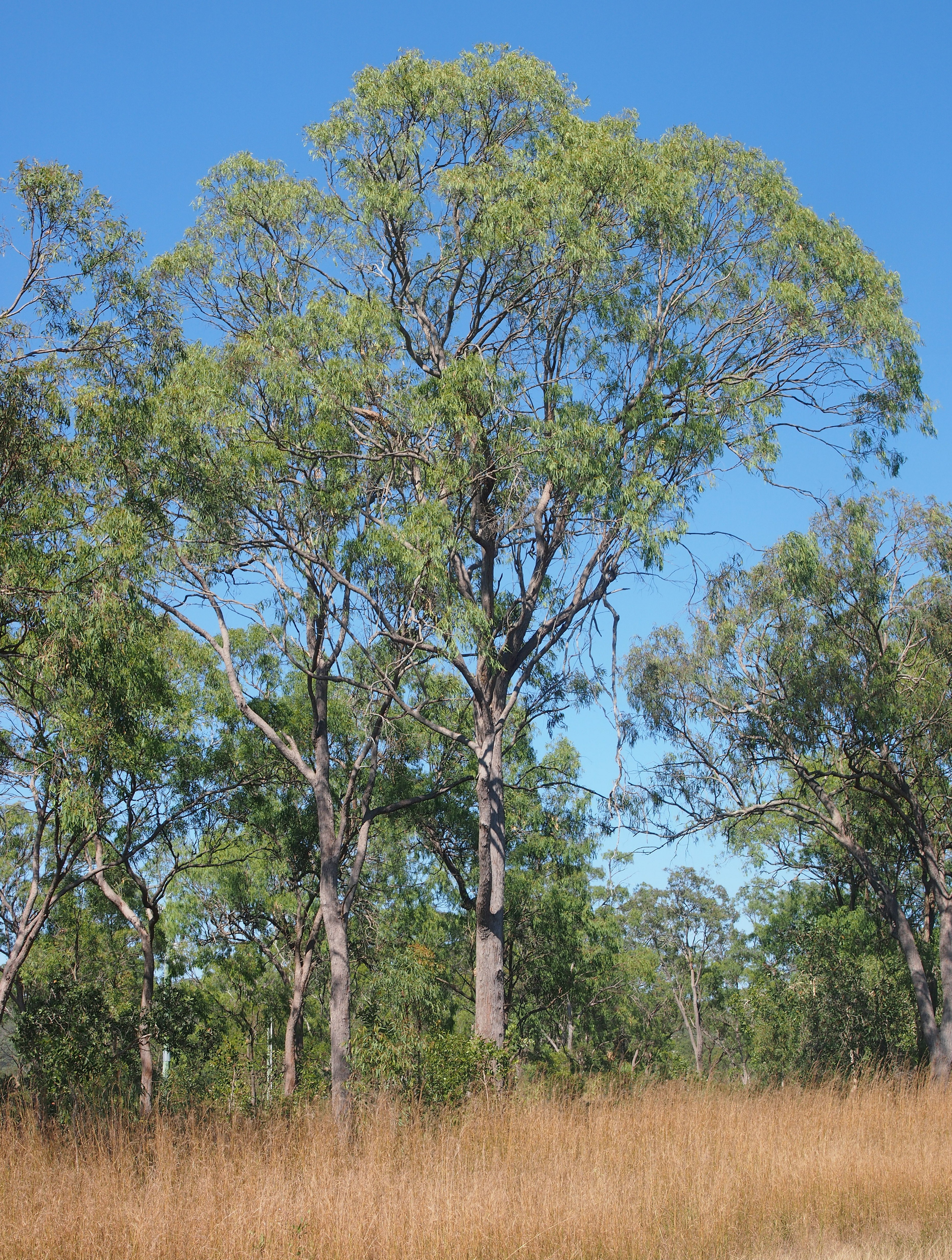
Eucalyptus exserta

- Eucalyptus ecostata (Maiden) D.Nicolle & M.E.French
- Eucalyptus × ednaeana Blakely
- Eucalyptus educta L.A.S.Johnson & K.D.Hill
- Eucalyptus effusa Brooker
- Eucalyptus elaeophloia Chappill, Crisp & Prober
- Eucalyptus elata Dehnh.
- Eucalyptus elegans A.R.Bean
- Eucalyptus elliptica (Blakely & McKie) L.A.S.Johnson & K.D.Hill
- Eucalyptus epruinata L.A.S.Johnson & K.D.Hill
- Eucalyptus erectifolia Brooker & Hopper
- Eucalyptus eremicola Boomsma
- Eucalyptus eremophila (Diels) Maiden
- Eucalyptus erosa A.R.Bean
- Eucalyptus × erythrandra Blakely & H.Steedman
- Eucalyptus erythrocorys F.Muell.
- Eucalyptus erythronema Turcz.
- Eucalyptus eudesmioides F.Muell.
- Eucalyptus eugenioides Sieber ex Spreng.
- Eucalyptus ewartiana Maiden
- Eucalyptus exigua Brooker & Hopper
- Eucalyptus exilipes Brooker & A.R.Bean
- Eucalyptus exilis Brooker
- Eucalyptus expressa S.A.J.Bell & D.Nicolle
- Eucalyptus exserta F.Muell.
- Eucalyptus extensa L.A.S.Johnson & K.D.Hill
- Eucalyptus extrica D.Nicolle

## F
- Eucalyptus falcata Turcz.

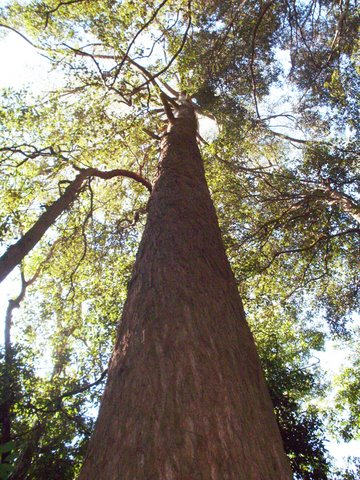
Eucalyptus fastigata

- Eucalyptus falciformis (Newnham, Ladiges & Whiffin) Rule
- Eucalyptus famelica Brooker & Hopper
- Eucalyptus farinosa K.D.Hill
- Eucalyptus fasciculosa F.Muell.
- Eucalyptus fastigata H.Deane & Maiden
- Eucalyptus fibrosa F.Muell.1
- Eucalyptus filiformis Rule
- Eucalyptus fitzgeraldii Blakely
- Eucalyptus flavida Brooker & Hopper
- Eucalyptus flindersii Boomsma
- Eucalyptus flocktoniae (Maiden) Maiden
- Eucalyptus foecunda Schauer
- Eucalyptus foliosa L.A.S.Johnson & K.D.Hill
- Eucalyptus formanii C.A.Gardner
- Eucalyptus forresterae Molyneux & Rule
- Eucalyptus forrestiana Diels
- Eucalyptus × forthiana Blakely
- Eucalyptus fracta K.D.Hill
- Eucalyptus fraseri (Brooker) Brooker
- Eucalyptus fraxinoides H.Deane & Maiden
- Eucalyptus frenchiana D.Nicolle
- Eucalyptus froggattii Blakely
- Eucalyptus fruticosa Brooker
- Eucalyptus fulgens Rule
- Eucalyptus fusiformis Boland & Kleinig

## G
- Eucalyptus gamophylla F.Muell.
- Eucalyptus gardneri Maiden

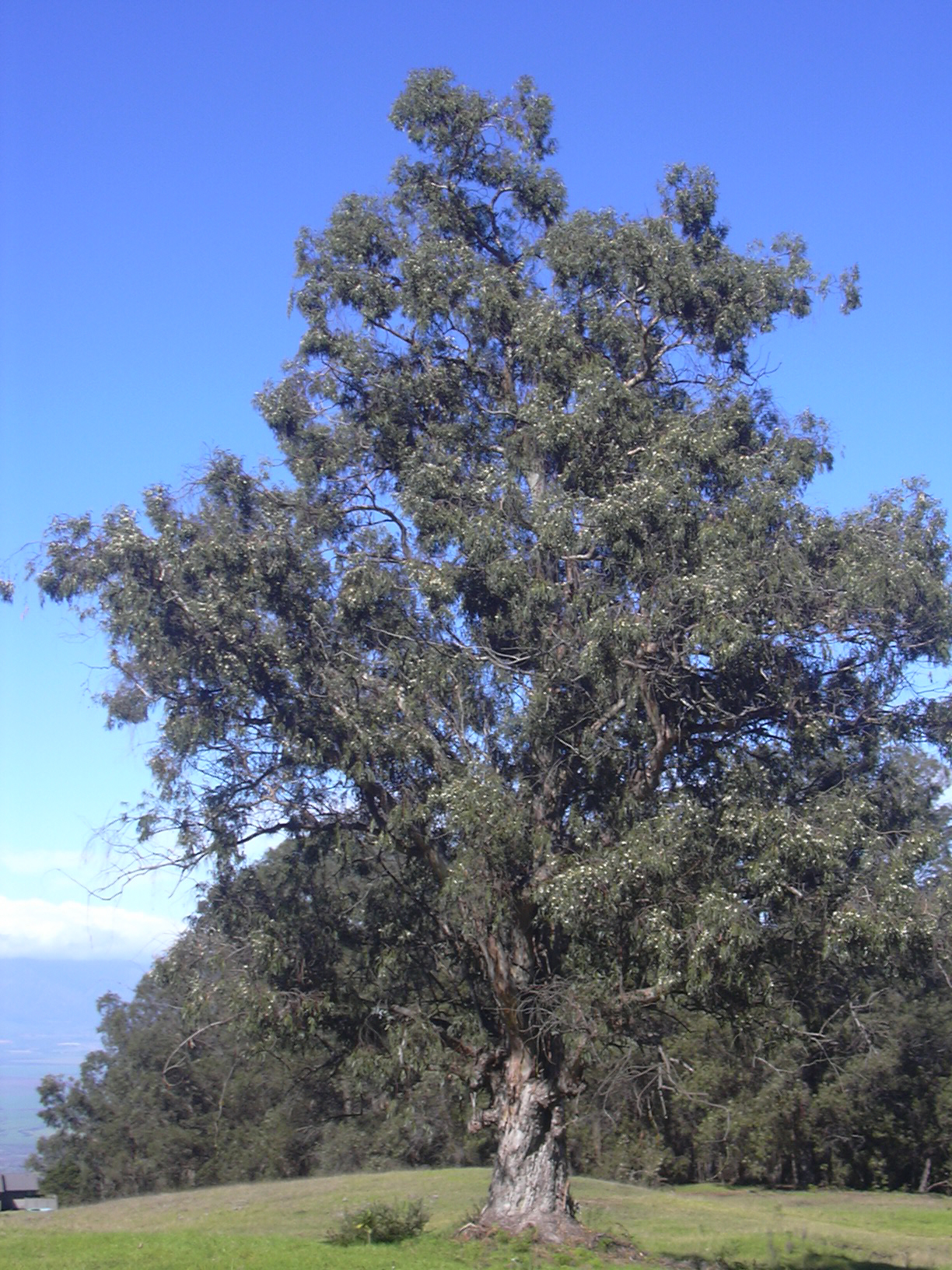
Eucalyptus globulus

- Eucalyptus georgei Brooker & Blaxell
- Eucalyptus gigantangion L.A.S.Johnson & K.D.Hill
- Eucalyptus gillenii Ewart & L.R.Kerr
- Eucalyptus gillii Maiden
- Eucalyptus gittinsii Brooker & Blaxell
- Eucalyptus glaucescens Maiden & Blakely
- Eucalyptus glaucina (Blakely) L.A.S.Johnson
- Eucalyptus globoidea Blakely
- Eucalyptus globulus Labill.
- Eucalyptus glomericassis L.A.S.Johnson & K.D.Hill
- Eucalyptus glomerosa Brooker & Hopper
- Eucalyptus gomphocephala A.Cunn. ex DC.
- Eucalyptus gongylocarpa Blakely
- Eucalyptus goniantha Turcz.
- Eucalyptus goniocalyx F.Muell. ex Miq.
- Eucalyptus goniocarpa L.A.S.Johnson & K.D.Hill
- Eucalyptus gonocalyx F. Muell.
- Eucalyptus gracilis F.Muell.
- Eucalyptus grandis W.Hill
- Eucalyptus granitica L.A.S.Johnson & K.D.Hill
- Eucalyptus gratiae (Brooker) L.A.S.Johnson & K.D.Hill
- Eucalyptus gregoriensis N.G.Walsh & Albr.
- Eucalyptus gregsoniana L.A.S.Johnson & Blaxell
- Eucalyptus griffithsii Maiden
- Eucalyptus grisea L.A.S.Johnson & K.D.Hill
- Eucalyptus grossa F.Muell. ex Benth.
- Eucalyptus grossifolia L.A.S.Johnson & K.D.Hill
- Eucalyptus guilfoylei Maiden
- Eucalyptus gunnii Hook.f.
- Eucalyptus gymnoteles L.A.S.Johnson & K.D.Hill
- Eucalyptus gypsophila Nicolle

## H
- Eucalyptus haemastoma Sm.
- Eucalyptus hallii Brooker

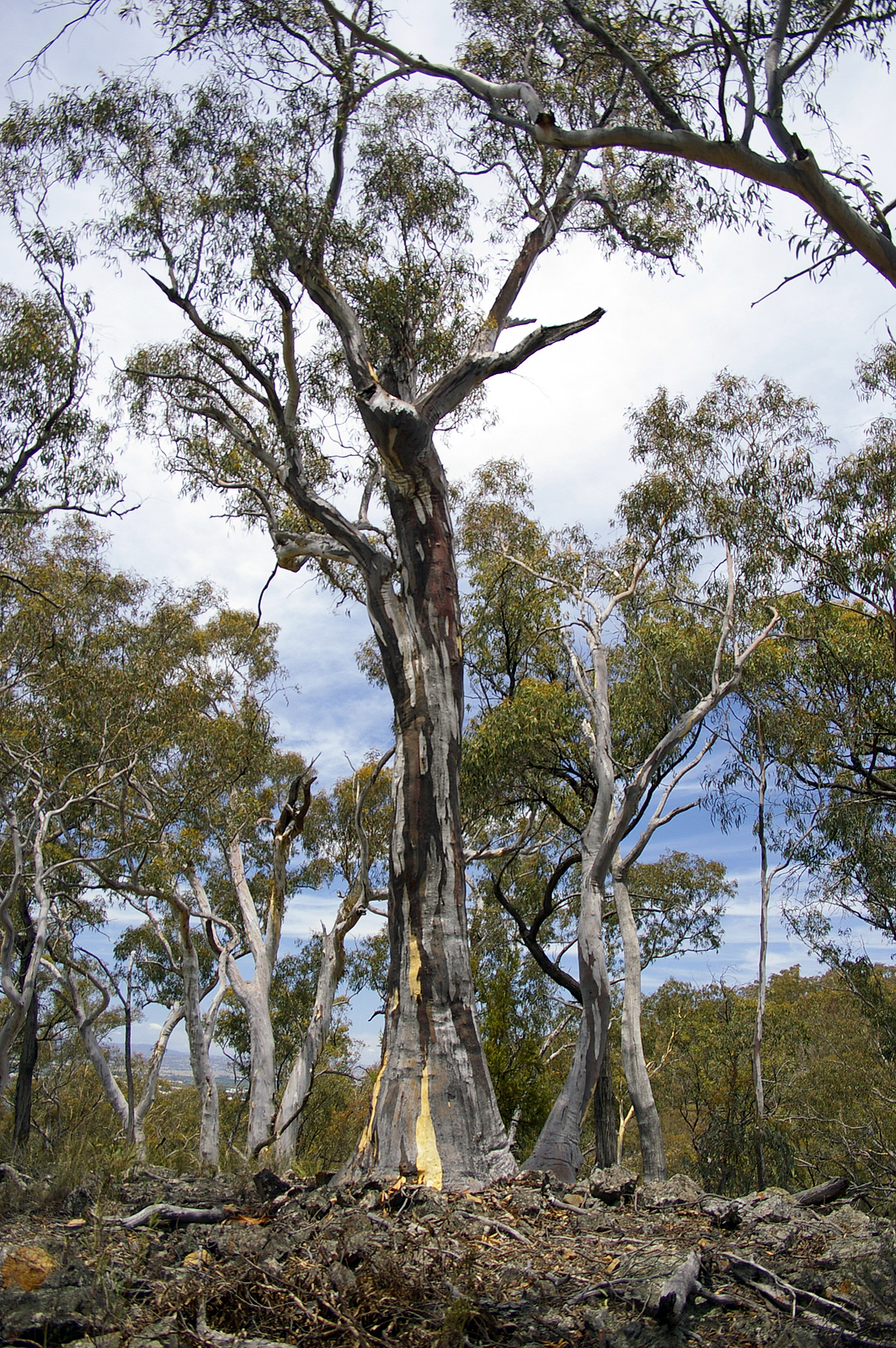
Eucalyptus haemastoma

- Eucalyptus halophila D.J.Carr & S.G.M.Carr
- Eucalyptus hawkeri Rule
- Eucalyptus hebetifolia Brooker & Hopper
- Eucalyptus helenae L.A.S.Johnson & K.D.Hill
- Eucalyptus helidonica K.D.Hill
- Eucalyptus herbertiana Maiden
- Eucalyptus histophylla Brooker & Hopper
- Eucalyptus horistes L.A.S.Johnson & K.D.Hill
- Eucalyptus houseana W.Fitzg. ex Maiden
- Eucalyptus howittiana F.Muell.
- Eucalyptus × hybrida Maiden
- Eucalyptus hypolaena L.A.S.Johnson & K.D.Hill
- Eucalyptus hypostomatica L.A.S.Johnson & K.D.Hill

## I

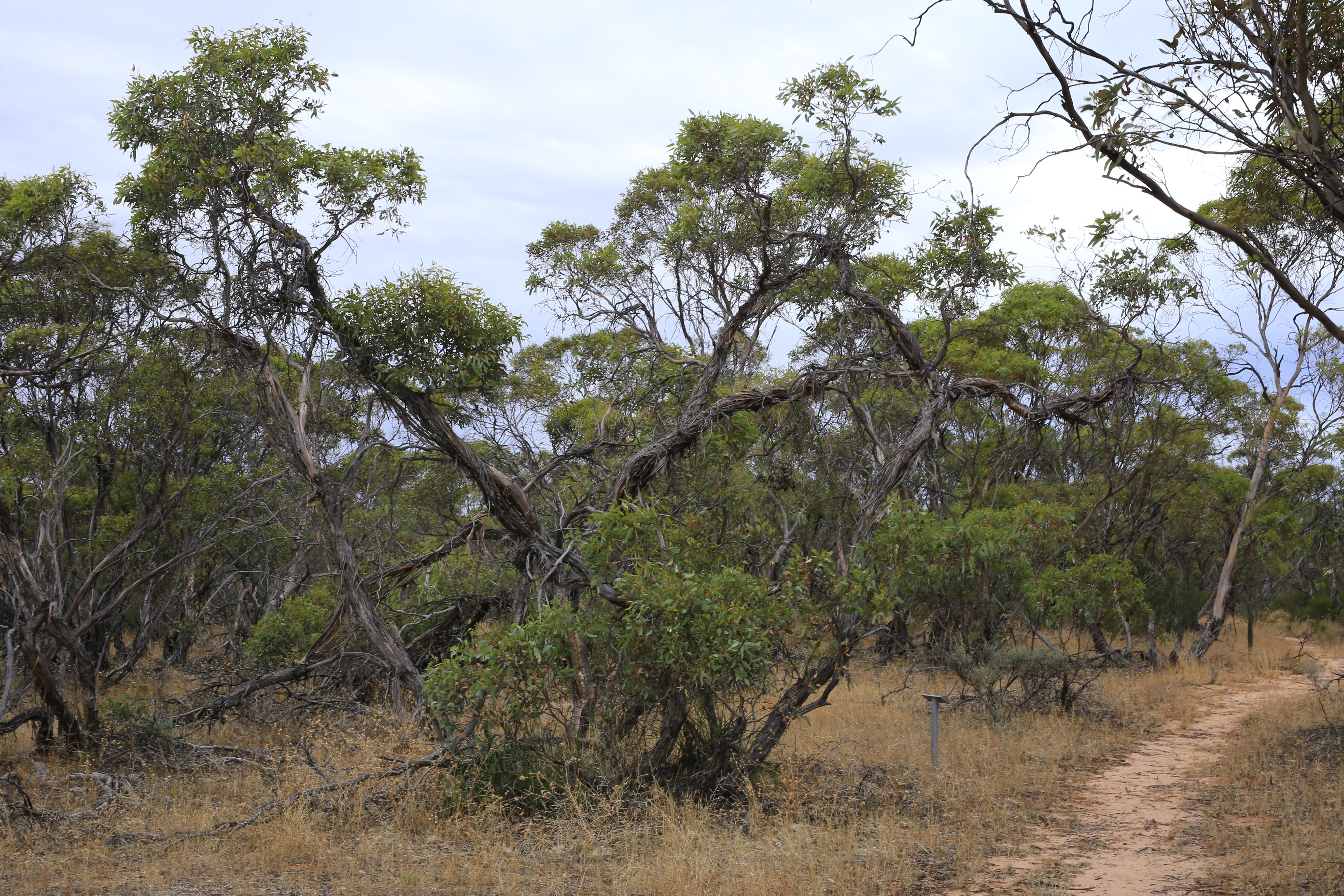
Eucalyptus incrassata

- Eucalyptus ignorabilis L.A.S.Johnson & K.D.Hill

- Eucalyptus imitans L.A.S.Johnson & K.D.Hill
- Eucalyptus imlayensis Crisp & Brooker
- Eucalyptus impensa Brooker & Hopper
- Eucalyptus incerata Brooker & Hopper
- Eucalyptus incrassata Labill.
- Eucalyptus indurata Brooker & Hopper
- Eucalyptus infera A.R.Bean
- Eucalyptus infracorticata L.A.S.Johnson & K.D.Hill
- Eucalyptus insularis Brooker
- Eucalyptus interstans L.A.S.Johnson & K.D.Hill
- Eucalyptus intertexta R.T.Baker
- Eucalyptus × intrasilvatica L.A.S.Johnson & K.D.Hill
- Eucalyptus × irbyi R.T.Baker & H.F.Sm.
- Eucalyptus irritans L.A.S.Johnson & K.D.Hill

## J
- Eucalyptus jacksonii Maiden
- Eucalyptus jensenii Maiden

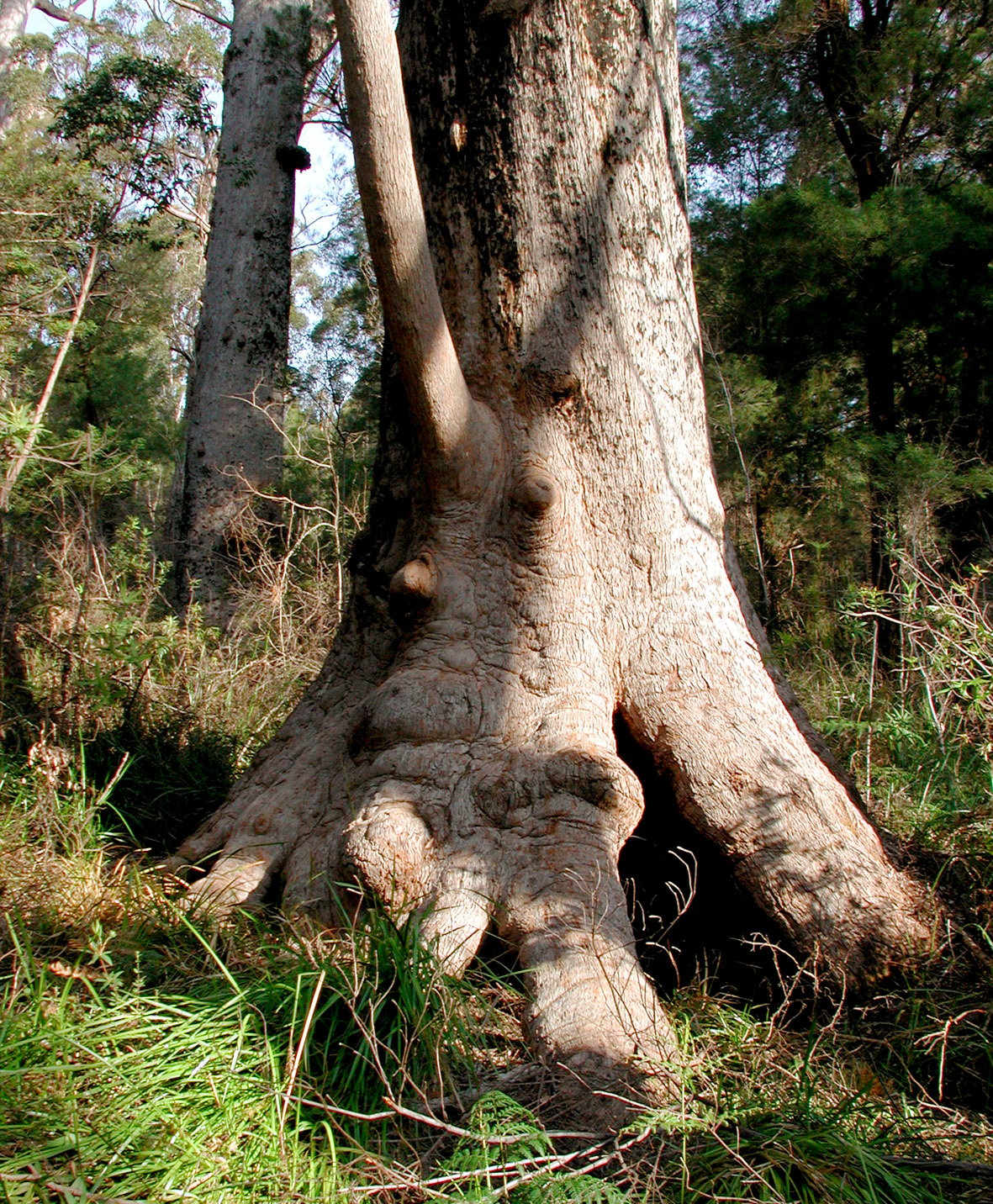
Eucalyptus jacksonii

- Eucalyptus jimberlanica L.A.S.Johnson & K.D.Hill
- Eucalyptus johnsoniana Brooker & Blaxell
- Eucalyptus johnstonii Maiden
- Eucalyptus × joyceae Blakely
- Eucalyptus jucunda C.A.Gardner
- Eucalyptus jutsonii Maiden

## K
- Eucalyptus kabiana L.A.S.Johnson & K.D.Hill
- Eucalyptus × kalangadooensis Maiden & Blakely
- Eucalyptus × kalganensis Maiden
- Eucalyptus kartzoffiana L.A.S.Johnson & Blaxell
- Eucalyptus kenneallyi K.D.Hill & L.A.S.Johnson
- Eucalyptus kessellii Maiden & Blakely
- Eucalyptus kingsmillii (Maiden) Maiden & Blakely
- Eucalyptus × kirtoniana F.Muell.
- Eucalyptus kitsoniana Maiden
- Eucalyptus kochii Maiden & Blakely
- Eucalyptus kondininensis Maiden & Blakely
- Eucalyptus koolpinensis Brooker & Dunlop
- Eucalyptus kruseana F.Muell.
- Eucalyptus kumarlensis Brooker
- Eucalyptus kybeanensis Maiden & Cambage

## L

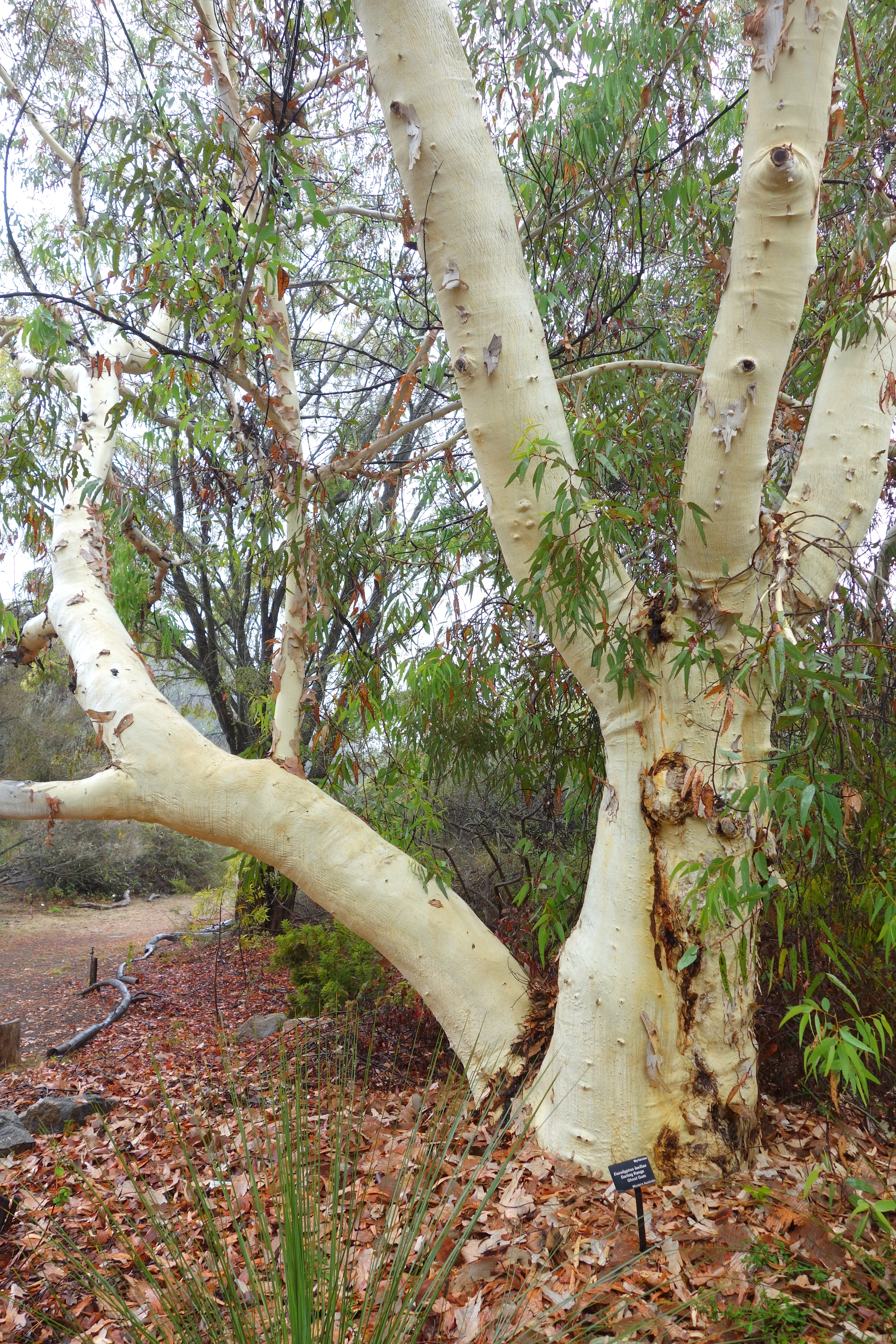
Eucalyptus laeliae

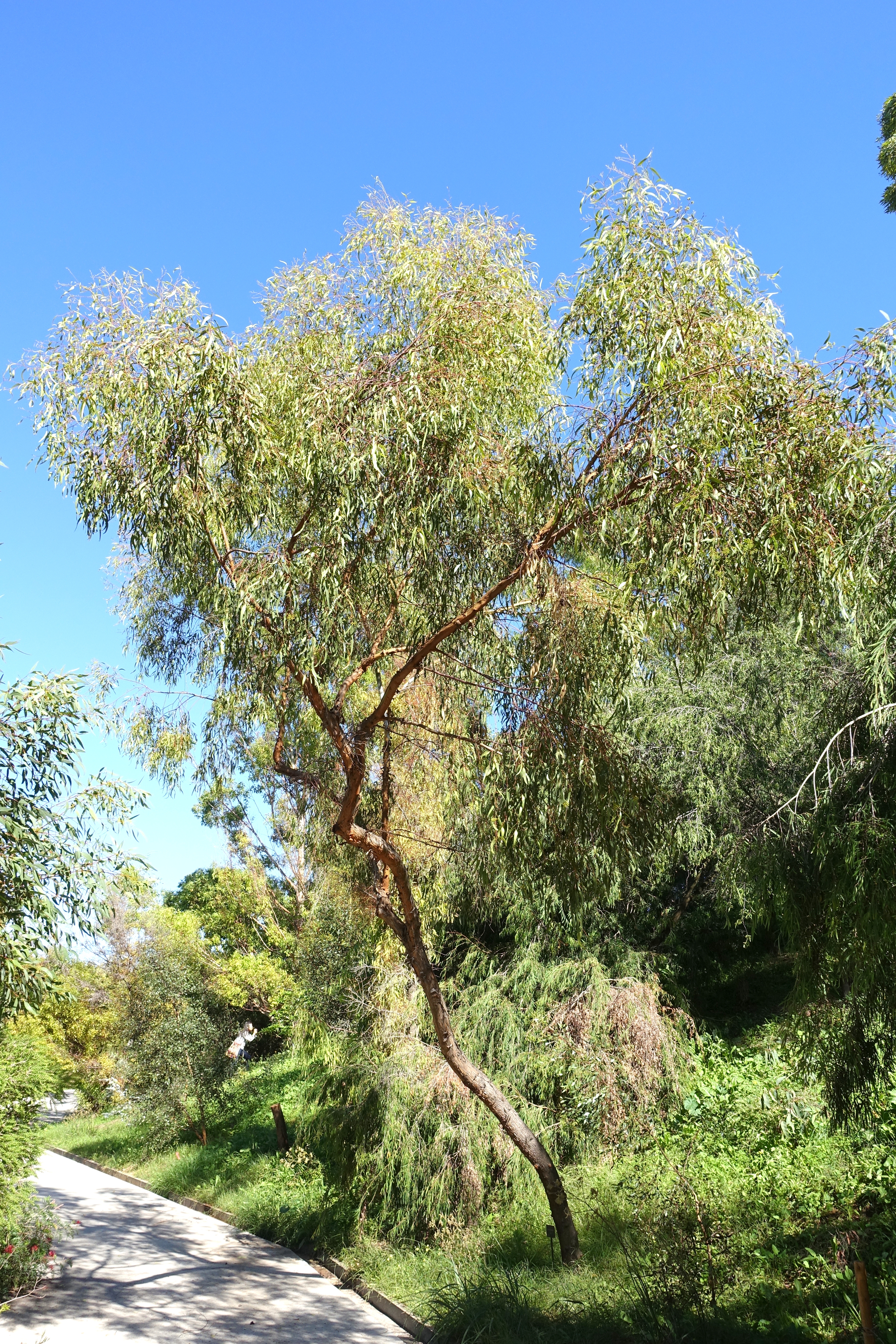
Eucalyptus loxophleba

- Eucalyptus lacrimans L.A.S.Johnson & K.D.Hill
- Eucalyptus laeliae Podger & Chippend.
- Eucalyptus laevis L.A.S.Johnson & K.D.Hill
- Eucalyptus laevopinea F.Muell. ex R.T.Baker
- Eucalyptus lane-poolei Maiden
- Eucalyptus langleyi L.A.S.Johnson & Blaxell
- Eucalyptus lansdowneana F.Muell. & J.E.Br.
- Eucalyptus largeana Blakely & Beuzev.
- Eucalyptus × laseronii R.T.Baker
- Eucalyptus latens Brooker
- Eucalyptus lateritica Brooker & Hopper
- Eucalyptus latisinensis K.D.Hill
- Eucalyptus lehmannii (Schauer) Benth.
- Eucalyptus leprophloia Brooker & Hopper
- Eucalyptus leptocalyx Blakely
- Eucalyptus × leptocarpa Blakely
- Eucalyptus leptophleba F.Muell.
- Eucalyptus leptophylla F.Muell. ex Miq.
- Eucalyptus leptopoda Benth.
- Eucalyptus lesouefii Maiden
- Eucalyptus leucophloia Brooker
- Eucalyptus leucoxylon F.Muell.
- Eucalyptus ligulata Brooker
- Eucalyptus ligustrina A.Cunn. ex DC.
- Eucalyptus limitaris L.A.S.Johnson & K.D.Hill
- Eucalyptus lirata W.Fitzg. ex Maiden
- Eucalyptus litoralis Rule
- Eucalyptus litorea Brooker & Hopper
- Eucalyptus livida Brooker & Hopper
- Eucalyptus lockyeri Blaxell & K.D.Hill
- Eucalyptus longicornis (F.Muell.) Maiden
- Eucalyptus longifolia Link
- Eucalyptus longirostrata (Blakely) L.A.S.Johnson & K.D.Hill
- Eucalyptus longissima D.Nicolle
- Eucalyptus loxophleba Benth.
- Eucalyptus lucasii Blakely
- Eucalyptus lucens Brooker & Dunlop
- Eucalyptus luculenta L.A.S.Johnson & K.D.Hill
- Eucalyptus luehmanniana F.Muell.
- Eucalyptus luteola Brooker & Hopper

## M

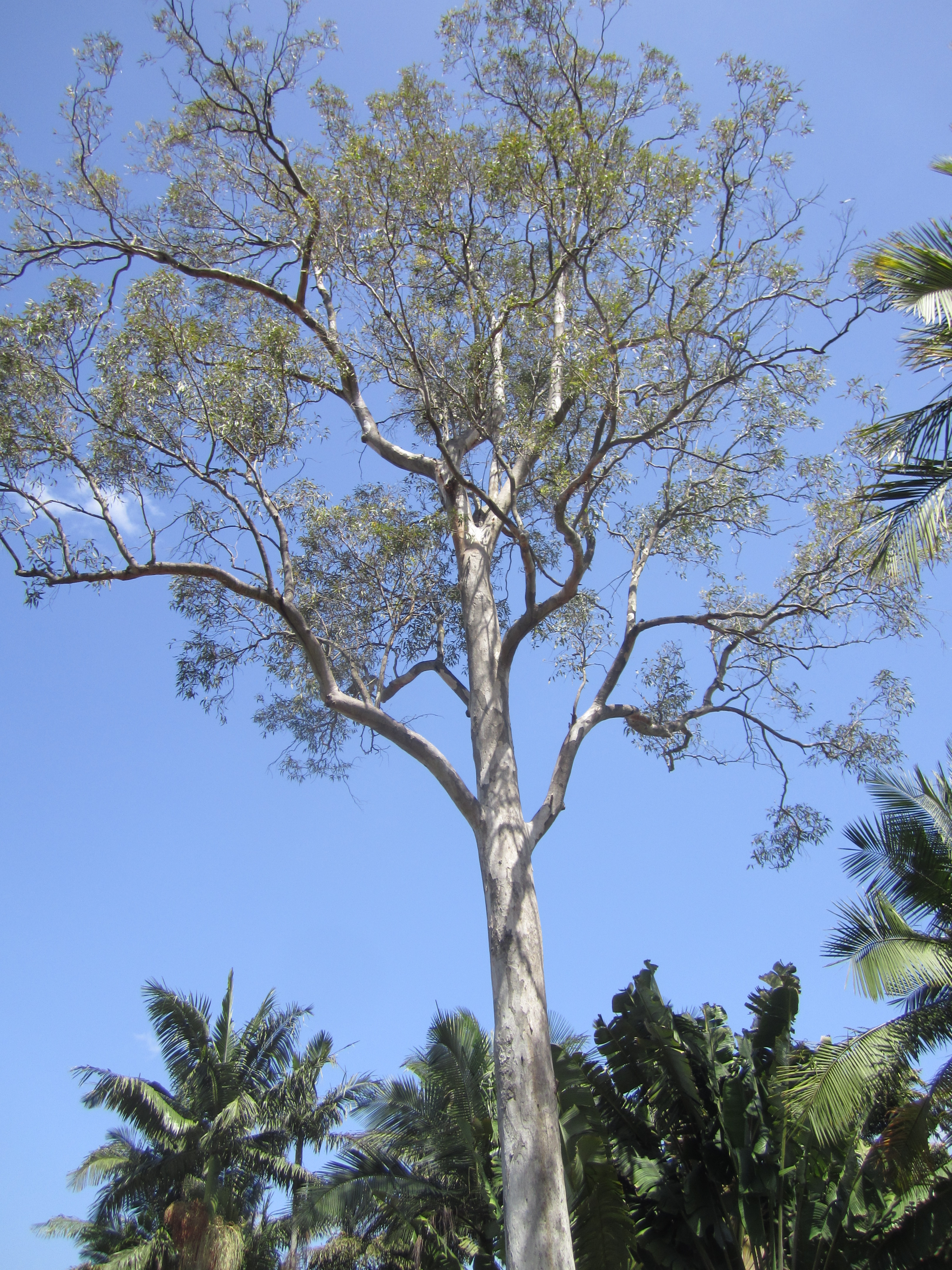
Eucalyptus major

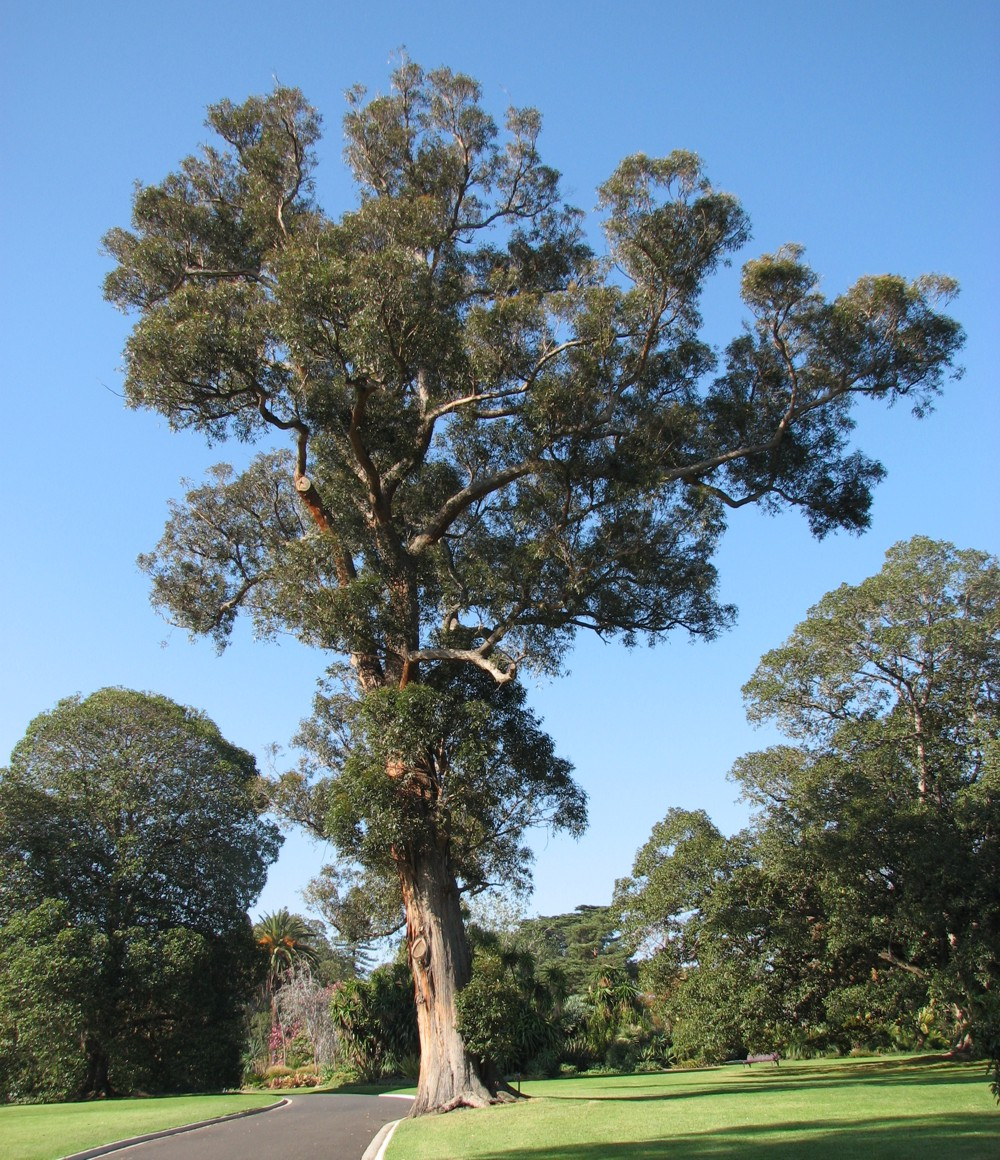
Eucalyptus muelleriana

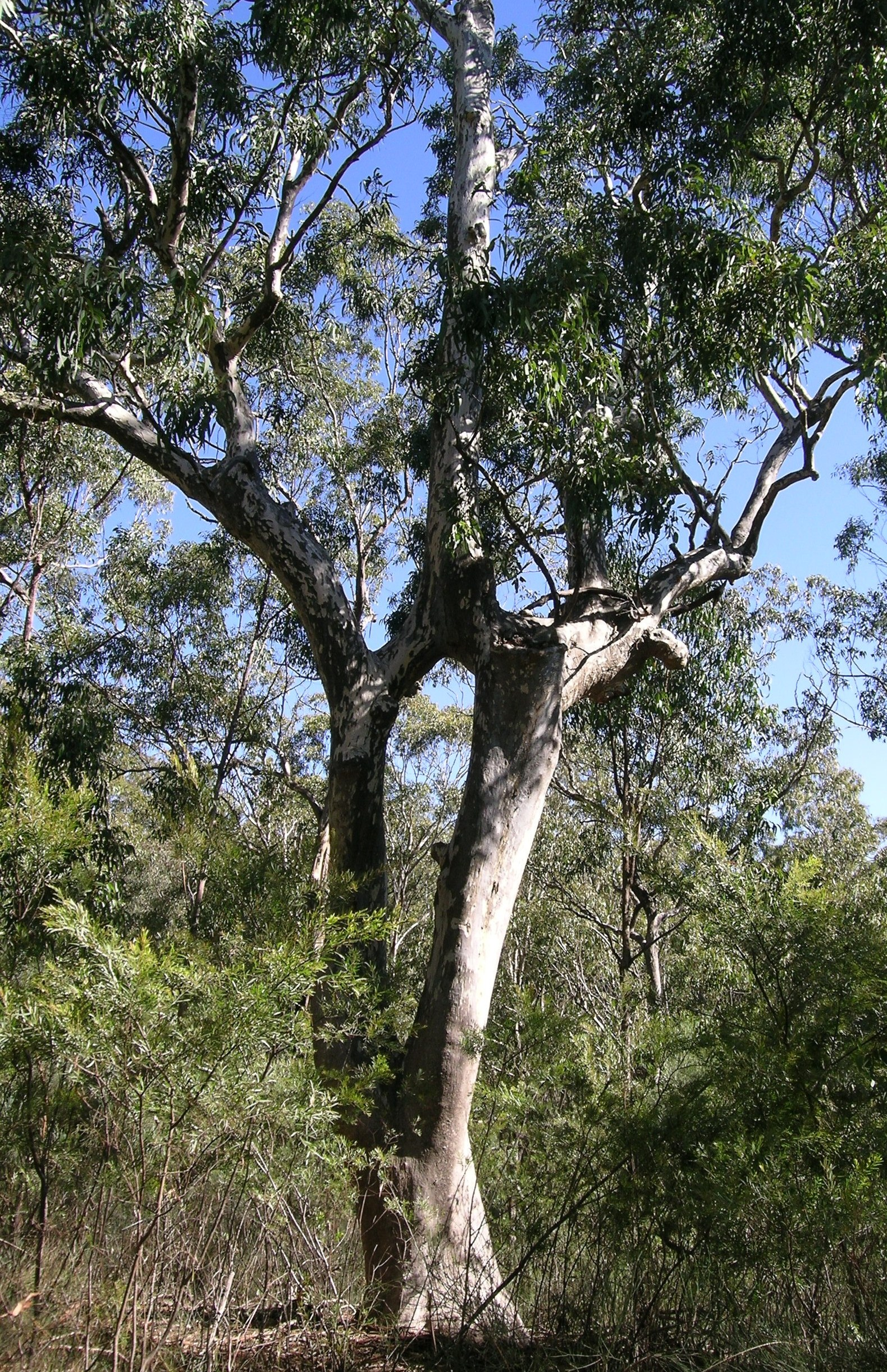
Eucalyptus michaeliana

- Eucalyptus macarthurii H.Deane & Maiden
- Eucalyptus mackintii Kottek
- Eucalyptus macmahonii Rule
- Eucalyptus macrandra F.Muell. ex Benth.
- Eucalyptus macrocarpa Hook.
- Eucalyptus macrorhyncha F.Muell. ex Benth.
- Eucalyptus macta L.A.S.Johnson & K.D.Hill
- Eucalyptus magnificata L.A.S.Johnson & K.D.Hill
- Eucalyptus major (Maiden) Blakely
- Eucalyptus malacoxylon Blakely
- Eucalyptus mannensis Boomsma
- Eucalyptus mannifera Mudie
- Eucalyptus marginata Donn ex Sm.
- Eucalyptus × marsdenii C.C.Hall
- Eucalyptus mckieana Blakely
- Eucalyptus mcquoidii Brooker & Hopper
- Eucalyptus medialis Brooker & Hopper
- Eucalyptus mediocris L.A.S.Johnson & K.D.Hill
- Eucalyptus megacarpa F.Muell.
- Eucalyptus megacornuta C.A.Gardner
- Eucalyptus megasepala A.R.Bean
- Eucalyptus melanoleuca S.T.Blake
- Eucalyptus melanophitra Brooker & Hopper
- Eucalyptus melanophloia F.Muell.
- Eucalyptus melanoxylon Maiden
- Eucalyptus melliodora A.Cunn. ex Schauer
- Eucalyptus mensalis L.A.S.Johnson & K.D.Hill
- Eucalyptus merrickiae Maiden & Blakely
- Eucalyptus michaeliana Blakely
- Eucalyptus micranthera F.Muell. ex Benth.
- Eucalyptus microcarpa (Maiden) Maiden
- Eucalyptus microcorys F.Muell.
- Eucalyptus microneura Maiden & Blakely
- Eucalyptus microschema Brooker & Hopper
- Eucalyptus microtheca F.Muell.
- Eucalyptus mimica Brooker & Hopper
- Eucalyptus miniata A.Cunn. ex Schauer
- Eucalyptus minniritchi D.Nicolle
- Eucalyptus misella L.A.S.Johnson & K.D.Hill
- Eucalyptus × missilis Brooker & Hopper
- Eucalyptus mitchelliana Cambage
- Eucalyptus moderata L.A.S.Johnson & K.D.Hill
- Eucalyptus moluccana Wall. ex Roxb.
- Eucalyptus molyneuxii Rule
- Eucalyptus × montana (H.Deane & Maiden) Blakely
- Eucalyptus montivaga A.R.Bean
- Eucalyptus mooreana Maiden
- Eucalyptus moorei Maiden & Cambage
- Eucalyptus morrisbyi Brett
- Eucalyptus morrisii R.T.Baker
- Eucalyptus muelleriana Howitt
- Eucalyptus multicaulis Blakely
- Eucalyptus × mundijongensis Maiden
- Eucalyptus × murphyi Maiden & Blakely

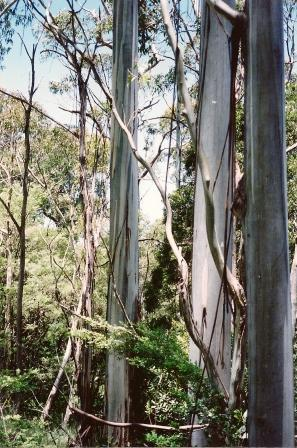
Eucalyptus nitens

- Eucalyptus myriadena Brooker

## N
- Eucalyptus nandewarica L.A.S.Johnson & K.D.Hill
- Eucalyptus nebulosa A.M.Gray
- Eucalyptus neglecta Maiden
- Eucalyptus × nepeanensis R.T.Baker & H.G.Sm.
- Eucalyptus neutra D.Nicolle
- Eucalyptus newbeyi D.J.Carr & S.G.M.Carr
- Eucalyptus nicholii Maiden & Blakely
- Eucalyptus nigra F.Muell. ex R.T.Baker
- Eucalyptus nigrifunda Brooker & Hopper
- Eucalyptus nitens (H.Deane & Maiden) Maiden
- Eucalyptus nitida Hook.f.
- Eucalyptus nobilis L.A.S.Johnson & K.D.Hill
- Eucalyptus normantonensis Maiden & Cambage
- Eucalyptus nortonii (Blakely) L.A.S.Johnson
- Eucalyptus notabilis Maiden
- Eucalyptus notactites (L.A.S.Johnson & K.D.Hill) D.Nicolle & M.E.French
- Eucalyptus nova-anglica H.Deane & Maiden
- Eucalyptus nudicaulis A.R.Bean
- Eucalyptus nutans F.Muell.

## O

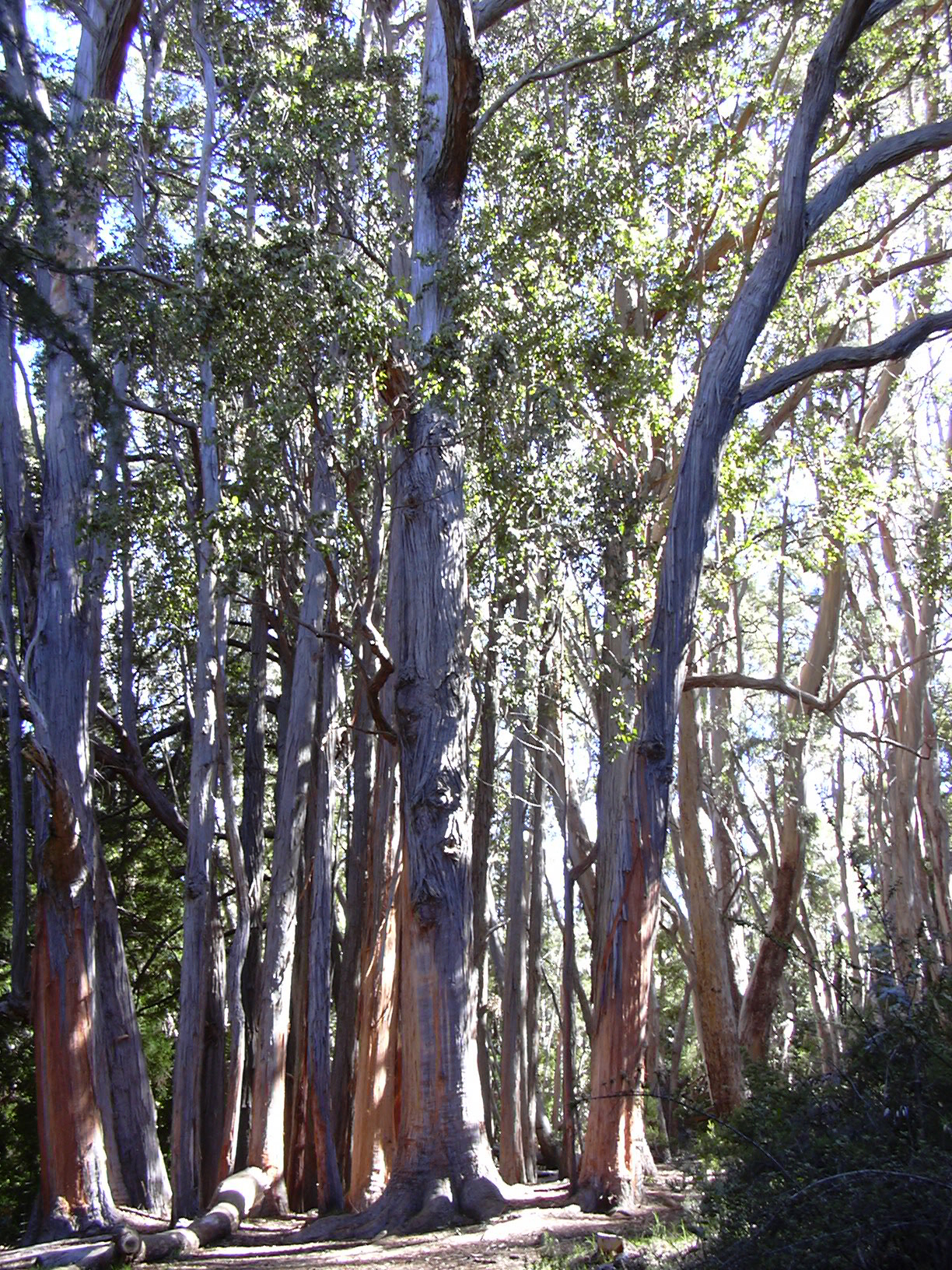
Eucalyptus obliqua

- Eucalyptus obconica Brooker & Kleinig
- Eucalyptus obesa Brooker & Hopper
- Eucalyptus obliqua L'Hér.
- Eucalyptus oblonga A.Cunn. ex DC.
- Eucalyptus obtusiflora A.Cunn. ex DC.
- Eucalyptus occidentalis Endl.
- Eucalyptus ochrophloia F.Muell.
- Eucalyptus odontocarpa F.Muell.
- Eucalyptus odorata Behr
- Eucalyptus oldfieldii F.Muell.
- Eucalyptus oleosa F.Muell. ex Miq.
- Eucalyptus olida L.A.S.Johnson & K.D.Hill
- Eucalyptus oligantha Schauer
- Eucalyptus olivina Brooker & Hopper
- Eucalyptus olsenii L.A.S.Johnson & Blaxell
- Eucalyptus ophitica L.A.S.Johnson & K.D.Hill
- Eucalyptus opimiflora D.Nicolle & M.E.French
- Eucalyptus optima L.A.S.Johnson & K.D.Hill
- Eucalyptus oraria L.A.S.Johnson
- Eucalyptus orbifolia F.Muell.
- Eucalyptus ordiana Dunlop & Done
- Eucalyptus oreades F.Muell. ex R.T.Baker
- Eucalyptus orgadophila Maiden & Blakely
- Eucalyptus ornans Molyneux & Rule
- Eucalyptus ornata Crisp
- Eucalyptus orophila L.D.Pryor
- Eucalyptus orthostemon D.Nicolle & Brooker
- Eucalyptus ovata Labill.
- Eucalyptus × oviformis Maiden & Blakely
- Eucalyptus ovularis Maiden & Blakely
- Eucalyptus oxymitra Blakely
- Eucalyptus × oxypoma Blakely

## P

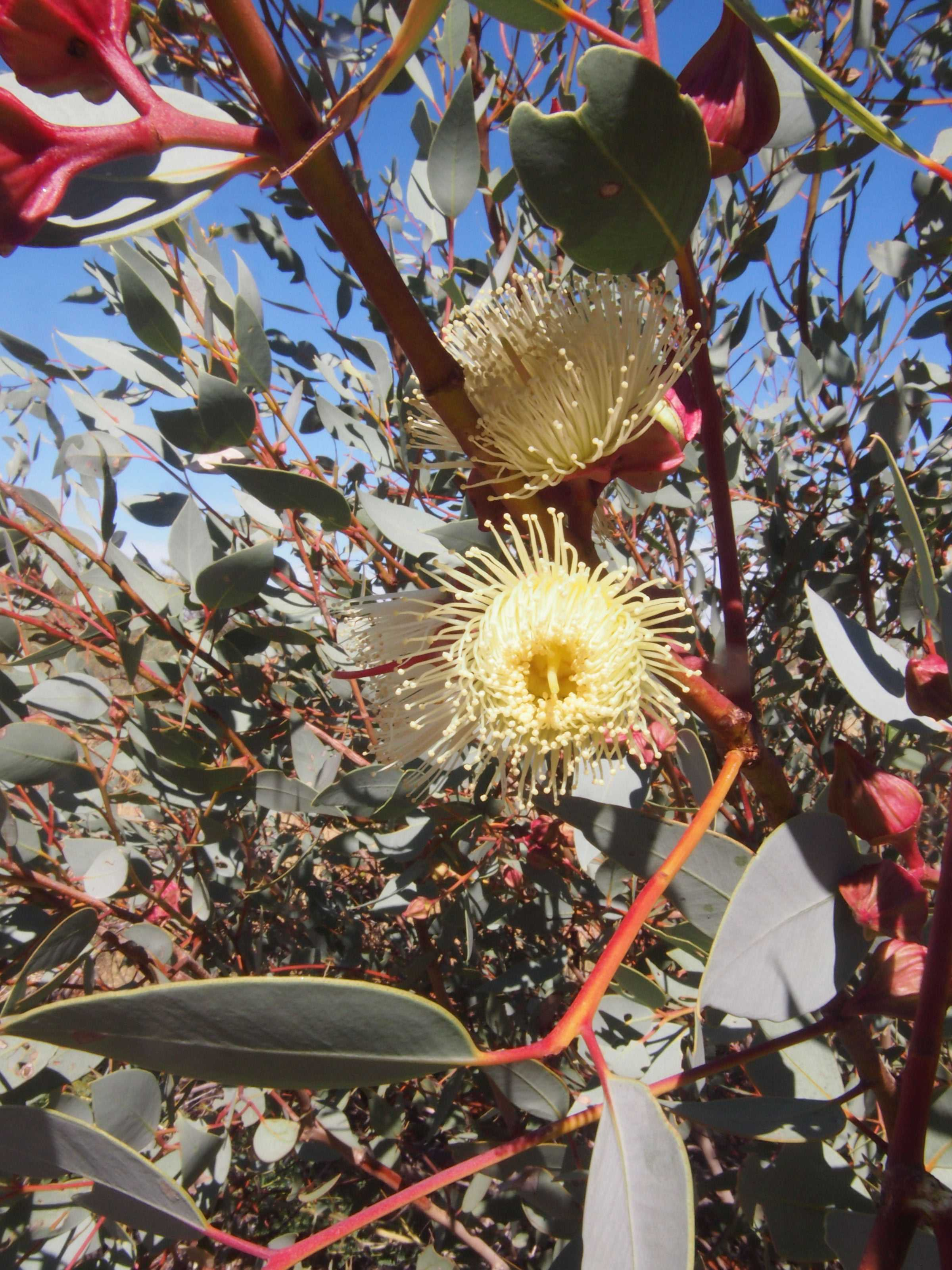
Eucalyptus pachyphylla

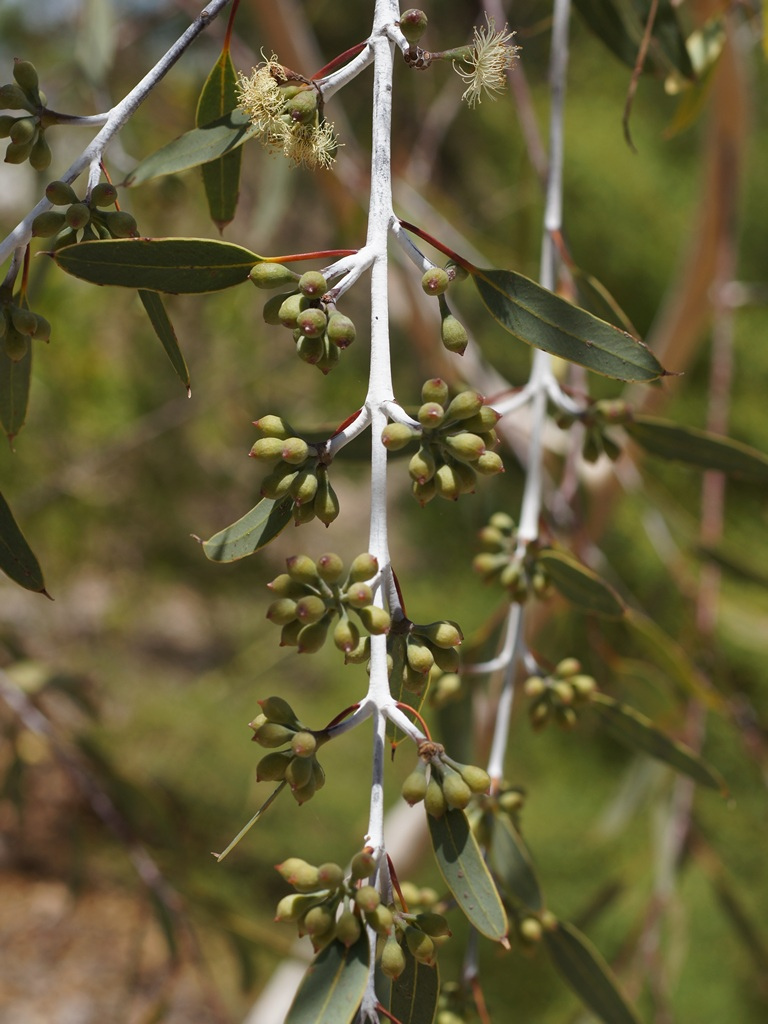
Eucalyptus pendens

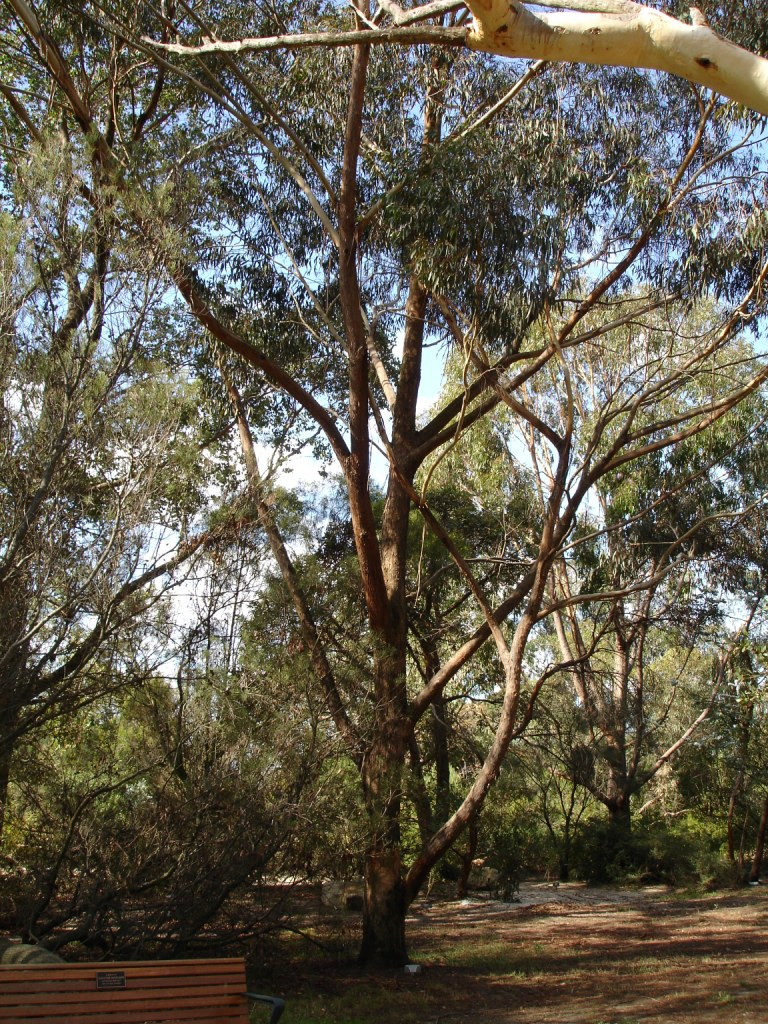
Eucalyptus piperita

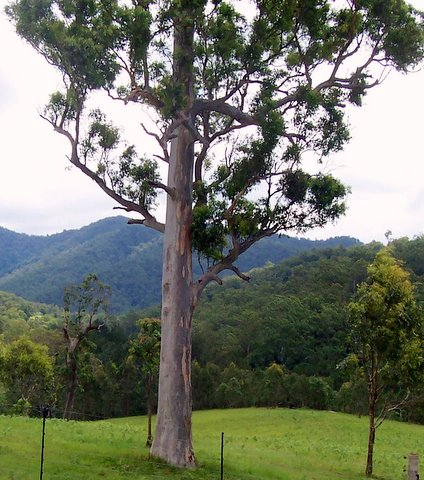
Eucalyptus propinqua

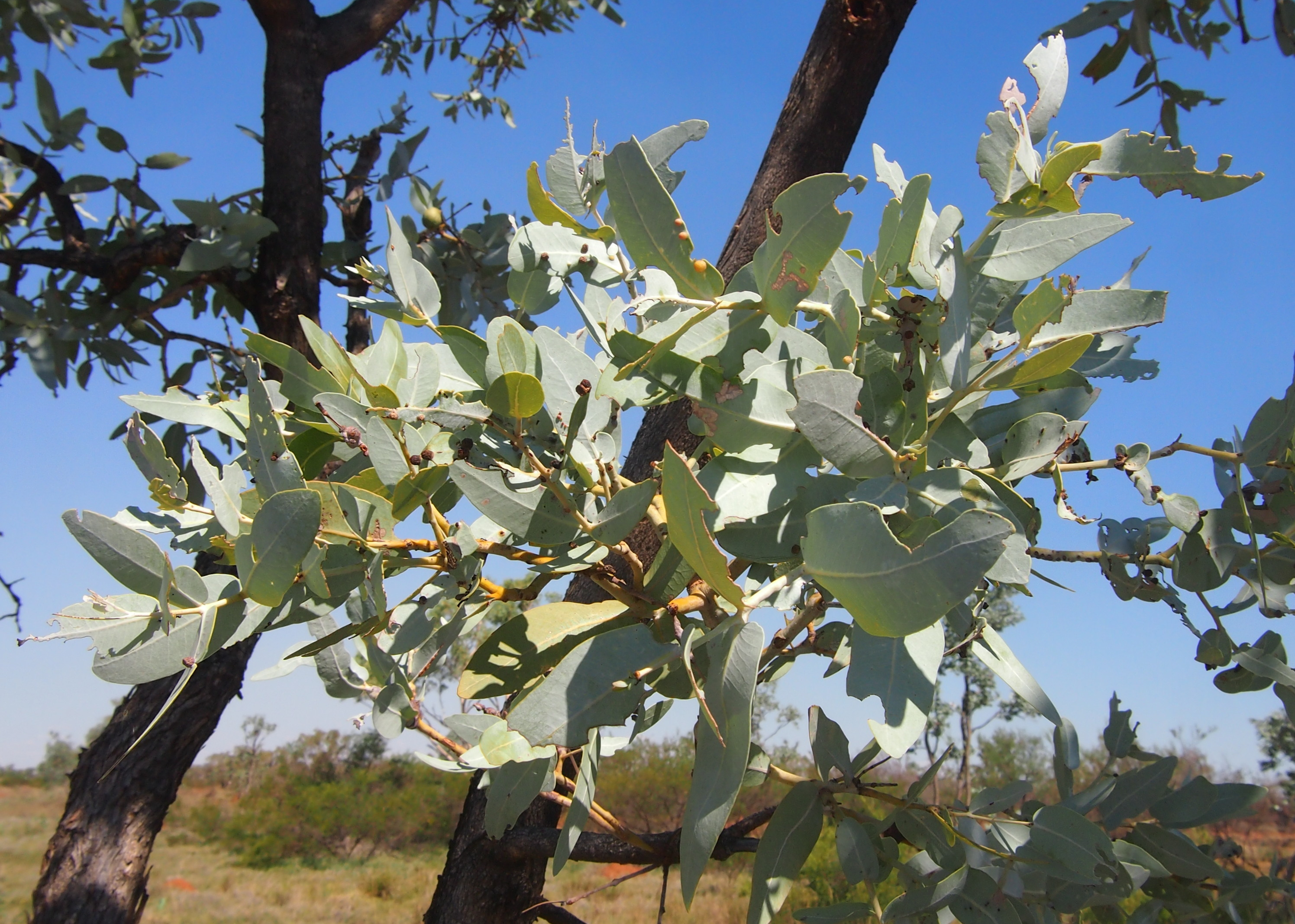
Eucalyptus pruinosa

- Eucalyptus pachycalyx Maiden & Blakely
- Eucalyptus pachyloma Benth.
- Eucalyptus pachyphylla  F.Muell.
- Eucalyptus paedoglauca L.A.S.Johnson & Blaxell
- Eucalyptus paliformis L.A.S.Johnson & Blaxell
- Eucalyptus pallida L.A.S.Johnson & K.D.Hill
- Eucalyptus paludicola Nicolle
- Eucalyptus panda S.T.Blake
- Eucalyptus paniculata Sm.
- Eucalyptus pantoleuca L.A.S.Johnson & K.D.Hill
- Eucalyptus paralimnetica L.A.S.Johnson & K.D.Hill
- Eucalyptus parramattensis  C.C.Hall
- Eucalyptus parvula L.A.S.Johnson & K.D.Hill
- Eucalyptus patellaris F.Muell.
- Eucalyptus patens Benth.
- Eucalyptus pauciflora  Sieber ex Spreng.
- Eucalyptus × peacockeana Maiden
- Eucalyptus pellita F.Muell.
- Eucalyptus pendens Brooker
- Eucalyptus peninsularis D.Nicolle
- Eucalyptus × penrithensis  Maiden
- Eucalyptus perangusta Brooker
- Eucalyptus percostata Brooker & P.J.Lang
- Eucalyptus perriniana F.Muell. ex Rodway
- Eucalyptus persistens L.A.S.Johnson & K.D.Hill
- Eucalyptus petiolaris D.Nicolle
- Eucalyptus petraea D.J.Carr & S.G.M.Carr
- Eucalyptus petrensis  Brooker & Hopper
- Eucalyptus × petrophila Blakely
- Eucalyptus phaenophylla  Brooker & Hopper
- Eucalyptus phenax Brooker & Slee
- Eucalyptus phoenicea F.Muell.
- Eucalyptus phoenix Molyneux & Forrester
- Eucalyptus × phylacis L.A.S.Johnson & K.D.Hill
- Eucalyptus pilbarensis  Brooker & Edgecombe
- Eucalyptus pileata Blakely
- Eucalyptus pilularis Sm.
- Eucalyptus pimpiniana Maiden
- Eucalyptus piperita Sm.
- Eucalyptus placita L.A.S.Johnson & K.D.Hill
- Eucalyptus planchoniana F.Muell.
- Eucalyptus planipes L.A.S.Johnson & K.D.Hill
- Eucalyptus platycorys Maiden & Blakely
- Eucalyptus platydisca D.Nicolle & Brooker
- Eucalyptus platyphylla  F.Muell.
- Eucalyptus platypus Hook.f.
- Eucalyptus plenissima (C.A.Gardner) Brooker
- Eucalyptus pleurocarpa Schauer
- Eucalyptus pleurocorys L.A.S.Johnson & K.D.Hill
- Eucalyptus pluricaulis  Brooker & Hopper
- Eucalyptus polita Brooker & Hopper
- Eucalyptus polyanthemos Schauer
- Eucalyptus polybractea F.Muell. ex R.T.Baker
- Eucalyptus populnea F.Muell.
- Eucalyptus porosa Miq.
- Eucalyptus portuensis  K.D.Hill
- Eucalyptus praetermissa Brooker & Hopper
- Eucalyptus prava L.A.S.Johnson & K.D.Hill
- Eucalyptus preissiana Schauer
- Eucalyptus prolixa D.Nicolle
- Eucalyptus prominens Brooker
- Eucalyptus propinqua H.Deane & Maiden
- Eucalyptus protensa L.A.S.Johnson & K.D.Hill
- Eucalyptus provecta A.R.Bean
- Eucalyptus proxima D.Nicolle & Brooker
- Eucalyptus pruiniramis L.A.S.Johnson & K.D.Hill
- Eucalyptus pruinosa Schauer
- Eucalyptus psammitica L.A.S.Johnson & K.D.Hill
- Eucalyptus × pseudopiperita Maiden & Blakely
- Eucalyptus pterocarpa C.A.Gardner ex P.J.Lang
- Eucalyptus pulchella Desf.
- Eucalyptus pulverulenta Sims
- Eucalyptus pumila Cambage
- Eucalyptus punctata A.Cunn. ex DC.
- Eucalyptus purpurata D.Nicolle
- Eucalyptus × pygmaea Blakely
- Eucalyptus pyrenea Rule
- Eucalyptus pyriformis Turcz.
- Eucalyptus pyrocarpa L.A.S.Johnson & Blaxell

## Q
- Eucalyptus quadrangulata H.Deane & Maiden
- Eucalyptus quadrans Brooker & Hopper
- Eucalyptus quadricostata Brooker
- Eucalyptus quaerenda (L.A.S.Johnson & K.D.Hill) Byrne
- Eucalyptus quinniorum J.T.Hunter & J.J.Bruhl

## R
- Eucalyptus racemosa Cav.
- Eucalyptus radiata A.Cunn. ex DC.
- Eucalyptus rameliana F.Muell.
- Eucalyptus × rariflora F.M.Bailey
- Eucalyptus raveretiana F.Muell.

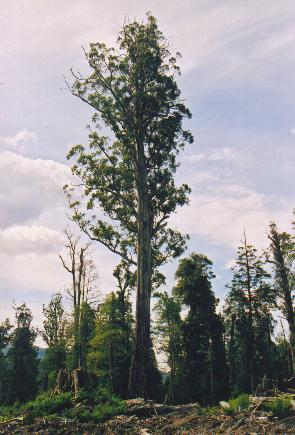
Eucalyptus regnans

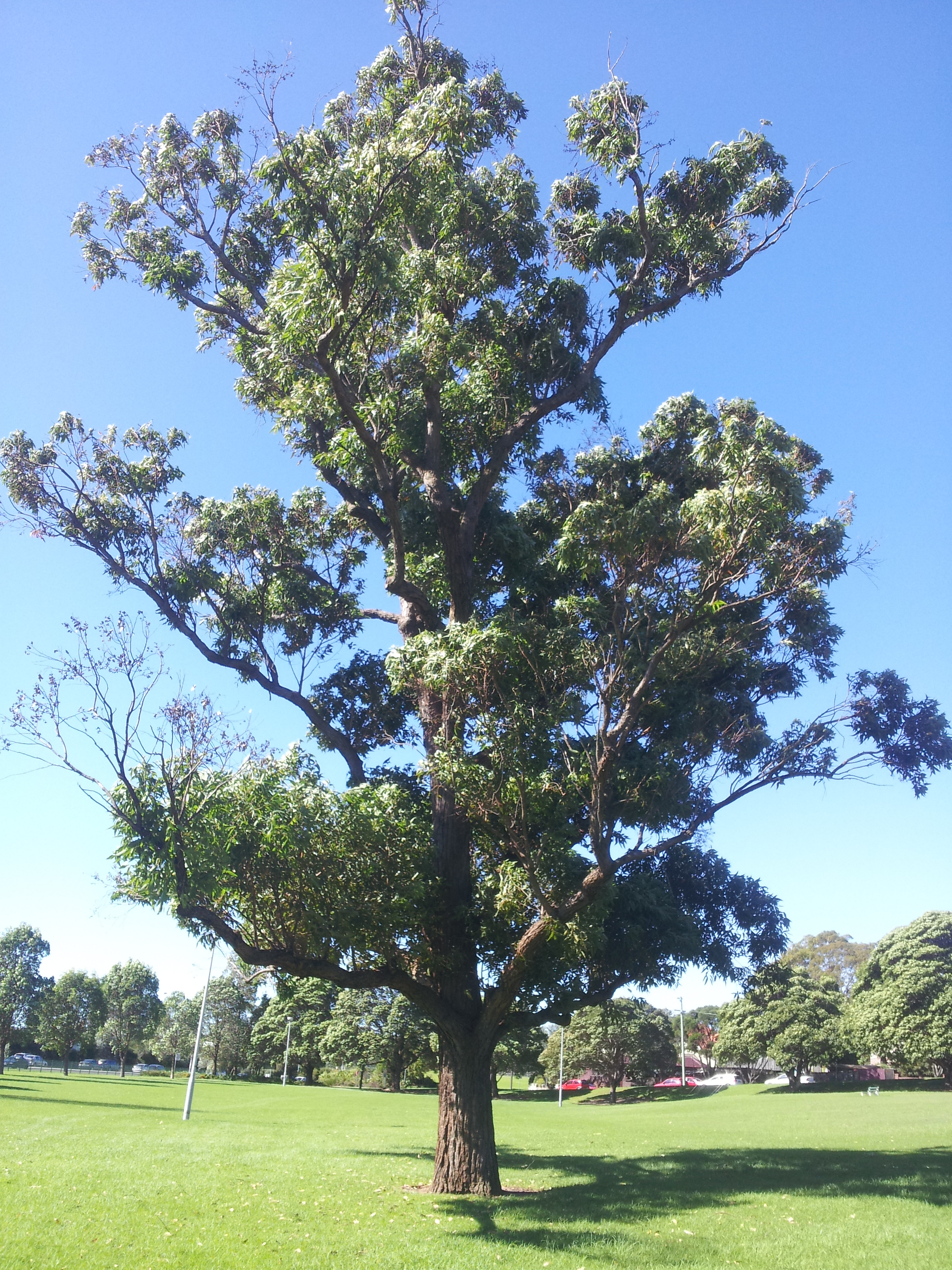
Eucalyptus robusta

- Eucalyptus ravida L.A.S.Johnson & K.D.Hill
- Eucalyptus recta L.A.S.Johnson & K.D.Hill
- Eucalyptus recurva Crisp
- Eucalyptus redimiculifera L.A.S.Johnson & K.D.Hill
- Eucalyptus reducta L.A.S.Johnson & K.D.Hill
- Eucalyptus redunca Schauer
- Eucalyptus regnans F.Muell.
- Eucalyptus relicta Hopper & Ward.-Johnson
- Eucalyptus remota Blakely
- Eucalyptus repullulans Nicolle
- Eucalyptus resinifera Sm.
- Eucalyptus retinens L.A.S.Johnson & K.D.Hill
- Eucalyptus retusa D.Nicolle, M.E.French & McQuoid
- Eucalyptus revelata D.Nicolle & R.L.Barrett
- Eucalyptus rhodantha Blakely & H.Steedman
- Eucalyptus rhombica A.R.Bean & Brooker
- Eucalyptus rhomboidea Hopper & D.Nicolle
- Eucalyptus rigens Brooker & Hopper
- Eucalyptus × rigescens Blakely
- Eucalyptus rigidula Cambage & Blakely
- Eucalyptus risdonii Hook.f.
- Eucalyptus × rivularis Blakely
- Eucalyptus × robsonae Blakely & McKie
- Eucalyptus robusta Sm.
- Eucalyptus rodwayi R.T.Baker & H.G.Sm.
- Eucalyptus rosacea L.A.S.Johnson & K.D.Hill
- Eucalyptus rossii R.T.Baker & H.G.Sm.
- Eucalyptus rowleyi D.Nicolle & M.E.French
- Eucalyptus roycei S.G.M.Carr, D.J.Carr & A.S.George
- Eucalyptus rubida H.Deane & Maiden
- Eucalyptus rubiginosa Brooker
- Eucalyptus rudderi Maiden
- Eucalyptus rudis Endl.
- Eucalyptus rugosa R.Br. ex Blakely
- Eucalyptus rugulata D.Nicolle
- Eucalyptus rummeryi Maiden
- Eucalyptus rupestris Brooker & Done

## S
- Eucalyptus sabulosa Rule
- Eucalyptus salicola Brooker
- Eucalyptus saligna Sm.
- Eucalyptus salmonophloia F.Muell.
- Eucalyptus salubris F.Muell.
- Eucalyptus sargentii Maiden

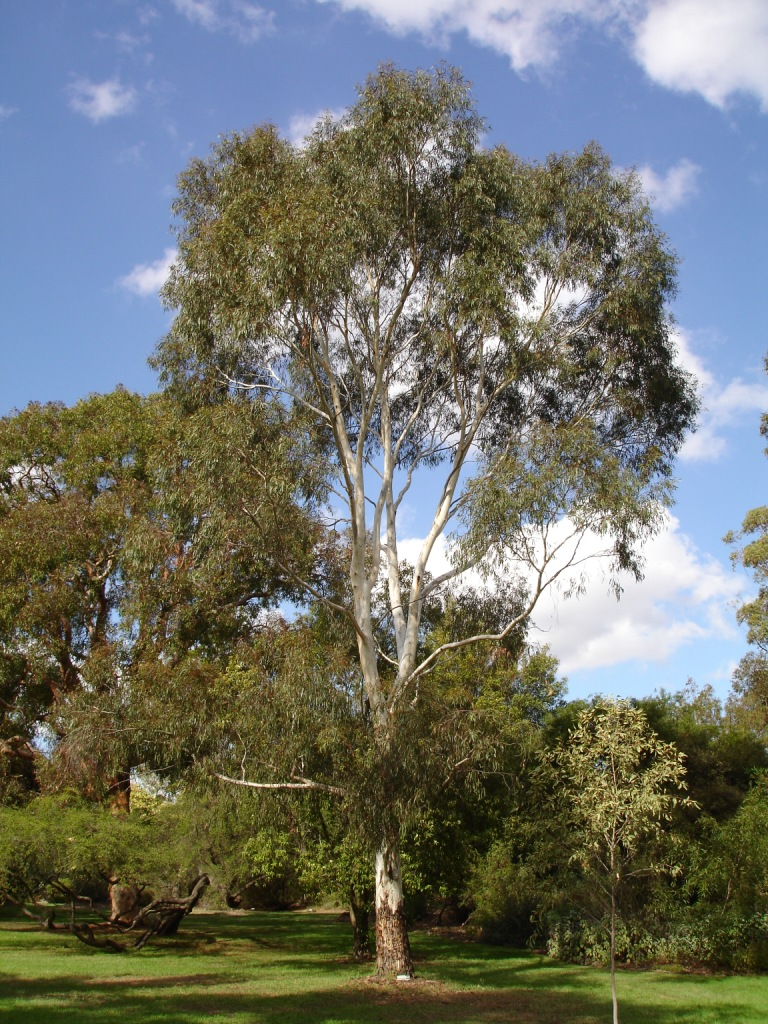
Eucalyptus scoparia

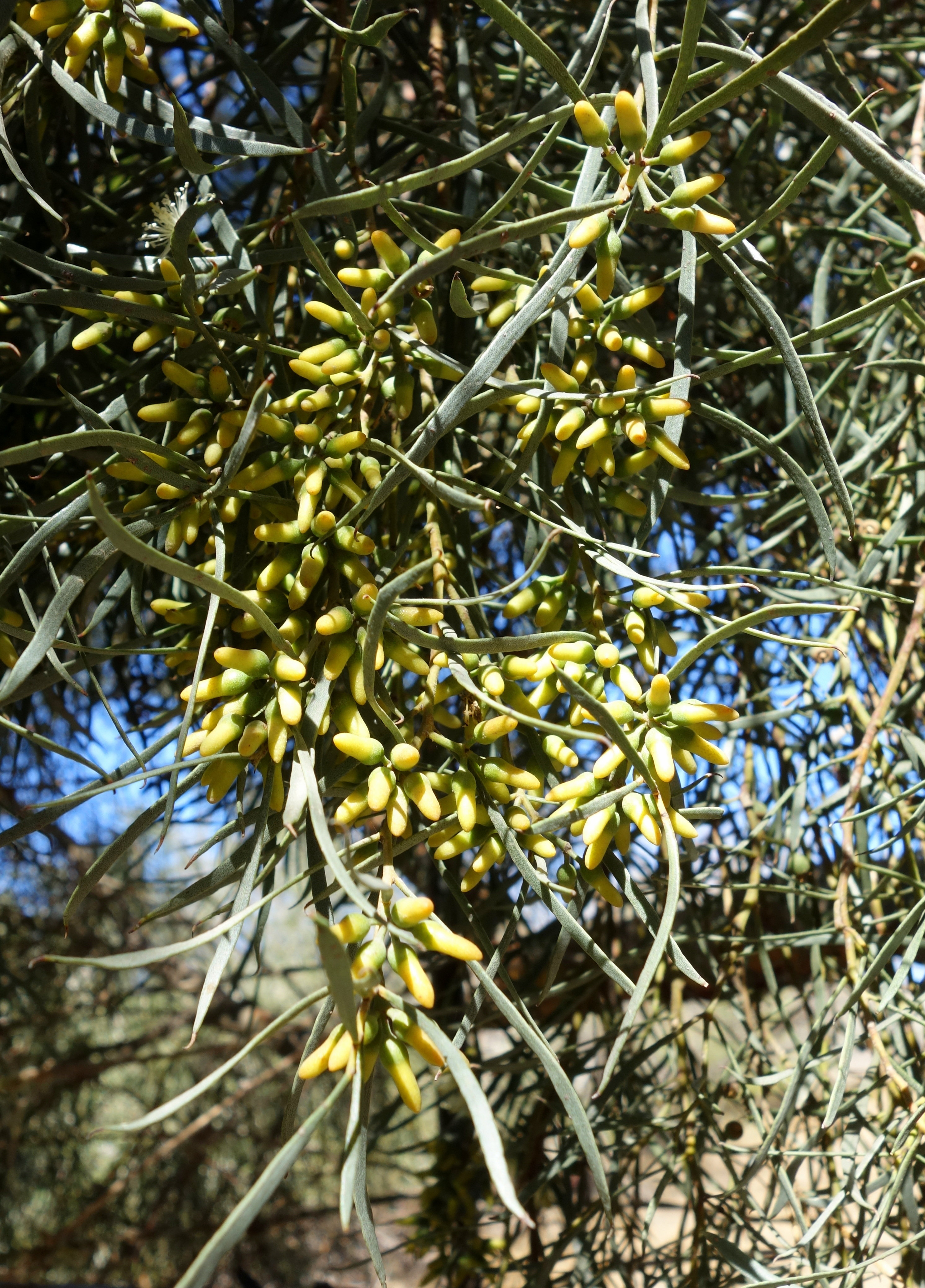
Eucalyptus spathulata

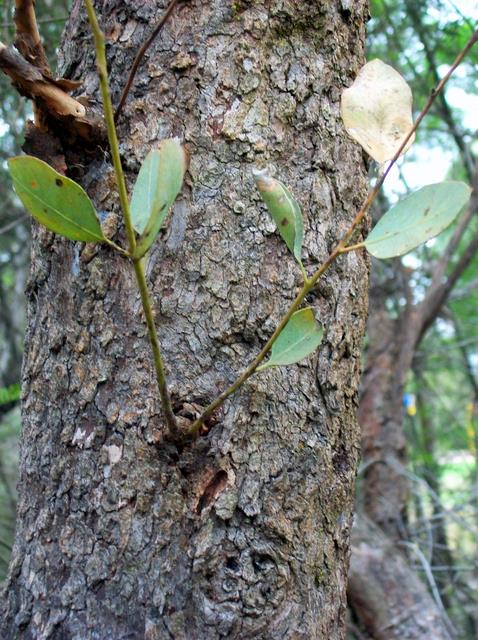
Eucalyptus squamosa

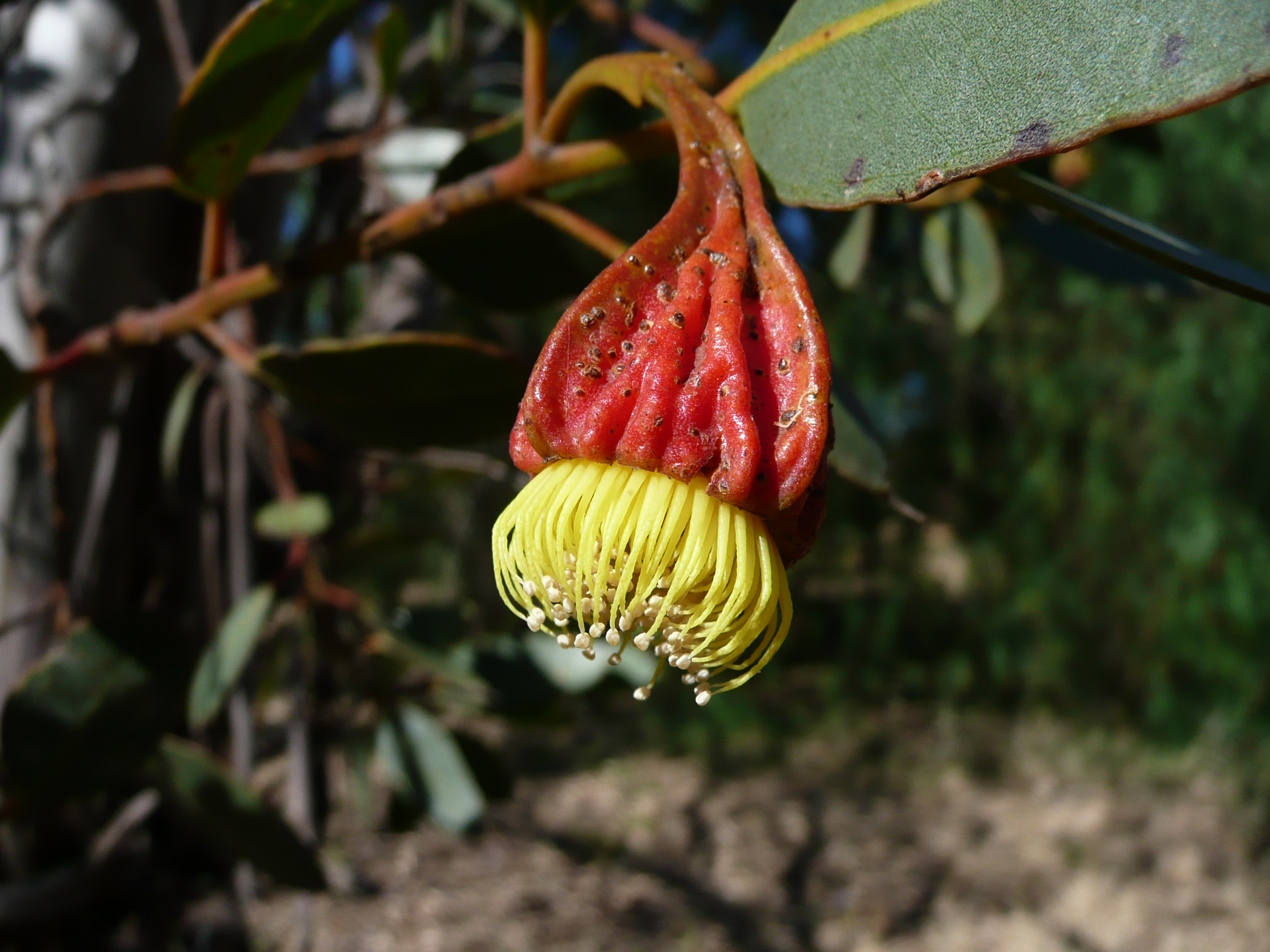
Eucalyptus stoatei

- Eucalyptus saxatilis J.B.Kirkp. & Brooker
- Eucalyptus saxicola J.T.Hunter
- Eucalyptus scias L.A.S.Johnson & K.D.Hill
- Eucalyptus scoparia Maiden
- Eucalyptus scopulorum K.D.Hill
- Eucalyptus scyphocalyx (Benth.) Maiden & Blakely
- Eucalyptus seeana Maiden
- Eucalyptus selachiana L.A.S.Johnson & K.D.Hill
- Eucalyptus semiglobosa (Brooker) L.A.S.Johnson & K.D.Hill
- Eucalyptus semota Macph. & Grayling
- Eucalyptus sepulcralis F.Muell.
- Eucalyptus serraensis Ladiges & Whiffin
- Eucalyptus sessilis (Maiden) Blakely
- Eucalyptus sheathiana Maiden
- Eucalyptus shirleyi Maiden
- Eucalyptus sicilifolia L.A.S.Johnson & K.D.Hill
- Eucalyptus siderophloia Benth.
- Eucalyptus sideroxylon A.Cunn.ex Woolls
- Eucalyptus sieberi L.A.S.Johnson
- Eucalyptus silvestris Rule
- Eucalyptus similis Maiden
- Eucalyptus singularis L.A.S.Johnson & D.F.Blaxell
- Eucalyptus sinuosa D.Nicolle, M.E.French & McQuoid
- Eucalyptus smithii F.Muell.ex R.T.Baker
- Eucalyptus socialis F.Muell.ex Miq.
- Eucalyptus sparsa Boomsma
- Eucalyptus sparsicoma Brooker & Hopper
- Eucalyptus sparsifolia Blakely
- Eucalyptus spathulata Hook.
- Eucalyptus sphaerocarpa  L.A.S.Johnson & Blaxell
- Eucalyptus splendens Rule
- Eucalyptus sporadica Brooker & Hopper
- Eucalyptus spreta L.A.S.Johnson & K.D.Hill
- Eucalyptus squamosa H.Deane & Maiden
- Eucalyptus staeri (Maiden) Maidenex Kessell & C.A.Gardner
- Eucalyptus staigeriana F.Muell.ex F.M.Bailey
- Eucalyptus stannicola L.A.S.Johnson & K.D.Hill
- Eucalyptus steedmanii C.A.Gardner
- Eucalyptus × stellaris Blakely
- Eucalyptus stellulata Sieberex DC.
- Eucalyptus stenostoma L.A.S.Johnson & Blaxell
- Eucalyptus × stoataptera E.M.Benn.
- Eucalyptus stoatei C.A.Gardner
- Eucalyptus × stopfordii Maiden
- Eucalyptus stowardii Maiden
- Eucalyptus striaticalyx W.Fitzg.
- Eucalyptus stricklandii Maiden
- Eucalyptus stricta Sieberex Spreng.
- Eucalyptus strzeleckii Rule
- Eucalyptus × studleyensis Maiden
- Eucalyptus sturgissiana L.A.S.Johnson & Blaxell
- Eucalyptus subangusta (Blakely) Brooker & Hopper
- Eucalyptus subcrenulata Maiden & Blakely
- Eucalyptus suberea Brooker & Hopper
- Eucalyptus sublucida L.A.S.Johnson & K.D.Hill
- Eucalyptus subtilis Brooker & Hopper
- Eucalyptus × subviridis Maiden & Blakely
- Eucalyptus suffulgens L.A.S.Johnson & K.D.Hill
- Eucalyptus suggrandis L.A.S.Johnson & K.D.Hill
- Eucalyptus surgens Brooker & Hopper
- Eucalyptus sweedmaniana Hopper & McQuoid
- Eucalyptus synandra Crisp

## T

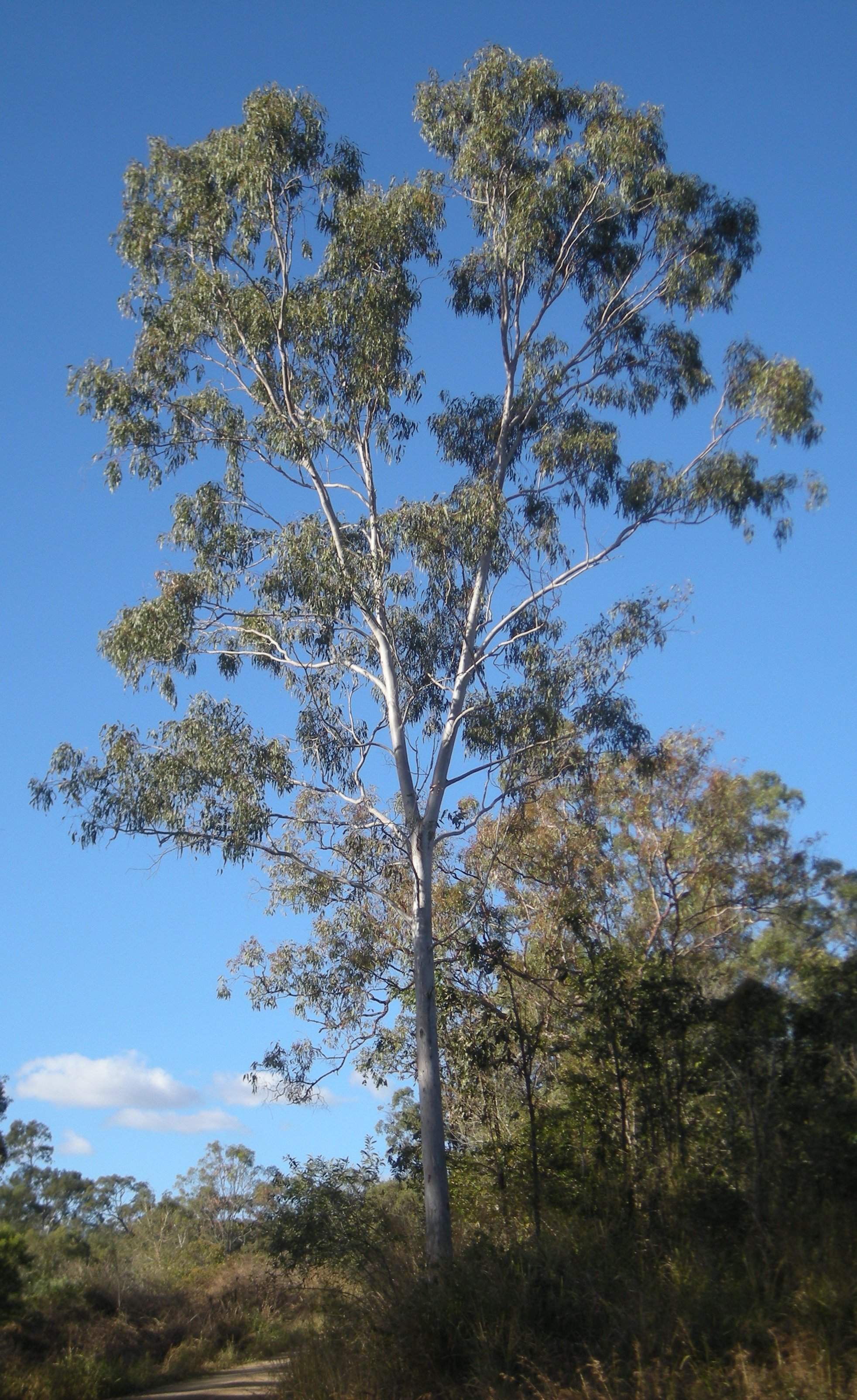
Eucalyptus tereticornis

- Eucalyptus × taeniola R.T.Baker & H.G.Sm.
- Eucalyptus talyuberlup D.J.Carr & S.G.M.Carr
- Eucalyptus tardecidens (L.A.S.Johnson & K.D.Hill) A.R.Bean
- Eucalyptus taurina A.R.Bean & Brooker
- Eucalyptus × taylorii Maiden
- Eucalyptus tectifica F.Muell.
- Eucalyptus tenella L.A.S.Johnson & K.D.Hill
- Eucalyptus tenera L.A.S.Johnson & K.D.Hill
- Eucalyptus tenuipes (Maiden & Blakely) Blakely & C.T.White
- Eucalyptus tenuiramis Miq.
- Eucalyptus tenuis Brooker & Hopper
- Eucalyptus tephroclada L.A.S.Johnson & K.D.Hill
- Eucalyptus tephrodes L.A.S.Johnson & K.D.Hill
- Eucalyptus × tephrophloia Blakely
- Eucalyptus terebra L.A.S.Johnson & K.D.Hill
- Eucalyptus tereticornis Sm.
- Eucalyptus terrica A.R.Bean
- Eucalyptus × tetragona (R.Br.) F.Muell.
- Eucalyptus tetrapleura L.A.S.Johnson
- Eucalyptus tetraptera Turcz.
- Eucalyptus tetrodonta F.Muell.
- Eucalyptus thamnoides Brooker & Hopper
- Eucalyptus tholiformis A.R.Bean & Brooker
- Eucalyptus thozetiana F.Muell. ex R.T.Baker
- Eucalyptus tindaliae Blakely
- Eucalyptus × tinghaensis Blakely & McKie
- Eucalyptus tintinnans (Blakely & Jacobs) L.A.S.Johnson & K.D.Hill
- Eucalyptus todtiana F.Muell.
- Eucalyptus torquata Luehm.
- Eucalyptus tortilis L.A.S.Johnson & K.D.Hill
- Eucalyptus × trabutii (M.Vilm. ex Trab.) A.Chev.
- Eucalyptus trachybasis L.A.S.Johnson & K.D.Hill
- Eucalyptus transcontinentalis Maiden
- Eucalyptus tricarpa (L.A.S.Johnson) L.A.S.Johnson & K.D.Hill
- Eucalyptus triflora (Maiden) Blakely
- Eucalyptus trivalva Blakely
- Eucalyptus tumida Brooker & Hopper

## U

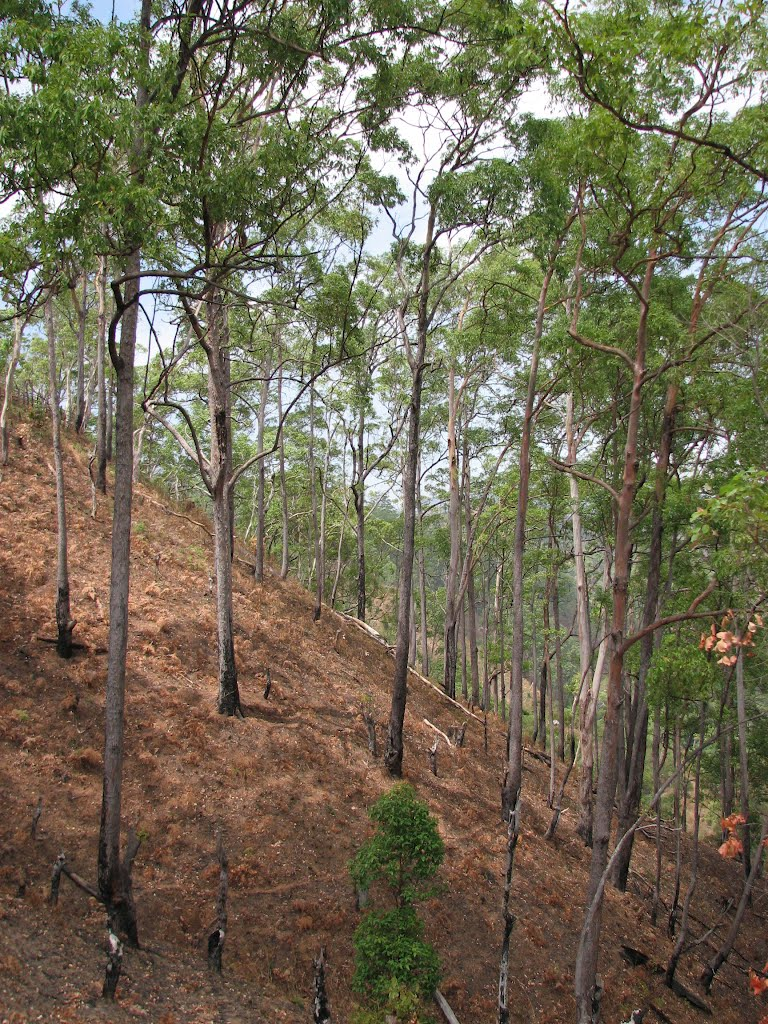
Eucalyptus urophylla

- Eucalyptus ultima L.A.S.Johnson & K.D.Hill
- Eucalyptus umbra F.Muell. ex R.T.Baker
- Eucalyptus umbrawarrensis Maiden
- Eucalyptus uncinata Turcz.
- Eucalyptus × unialata R.T.Baker & H.G.Sm.
- Eucalyptus urna D.Nicolle
- Eucalyptus urnigera Hook.f.
- Eucalyptus urophylla S.T.Blake
- Eucalyptus utilis Brooker & Hopper
- Eucalyptus uvida K.D.Hill

## V

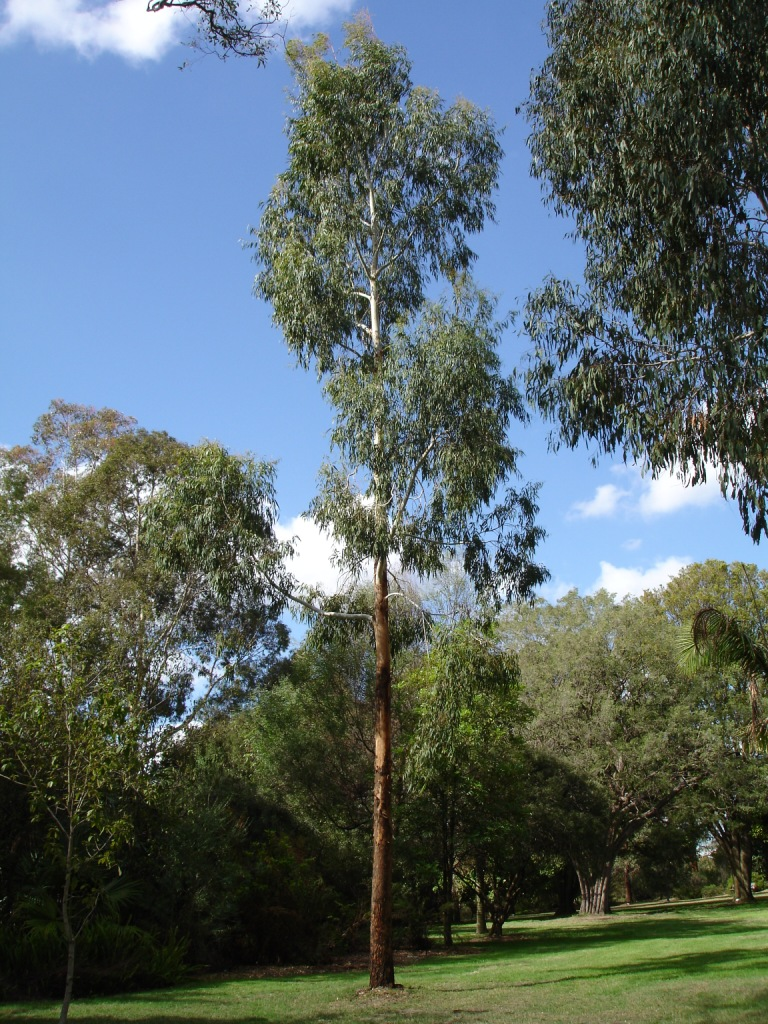
Eucalyptus viminalis

- Eucalyptus valens L.A.S.Johnson & K.D.Hill

- Eucalyptus varia Brooker & Hopper
- Eucalyptus vegrandis L.A.S.Johnson & K.D.Hill
- Eucalyptus vernicosa Hook.f.
- Eucalyptus verrucata Ladiges & Whiffin
- Eucalyptus vesiculosa Brooker & Hopper
- Eucalyptus vicina L.A.S.Johnson & K.D.Hill
- Eucalyptus victoriana Ladiges & Whiffin
- Eucalyptus victrix L.A.S.Johnson & K.D.Hill
- Eucalyptus viminalis Labill.
- Eucalyptus virens Brooker & A.R.Bean
- Eucalyptus × virgata Sieber ex DC.
- Eucalyptus virginea Hopper & Ward.-Johnson
- Eucalyptus viridis F.Muell. ex R.T.Baker1
- Eucalyptus × vitrea F.Muell. ex R.T.Baker
- Eucalyptus vittata D.Nicolle
- Eucalyptus vokesensis D.Nicolle & L.A.S.Johnson & K.D.Hill
- Eucalyptus volcanica L.A.S.Johnson & K.D.Hill

## W
- Eucalyptus walshii Rule
- Eucalyptus wandoo Blakely
- Eucalyptus × wardii Blakely
- Eucalyptus websteriana Maiden

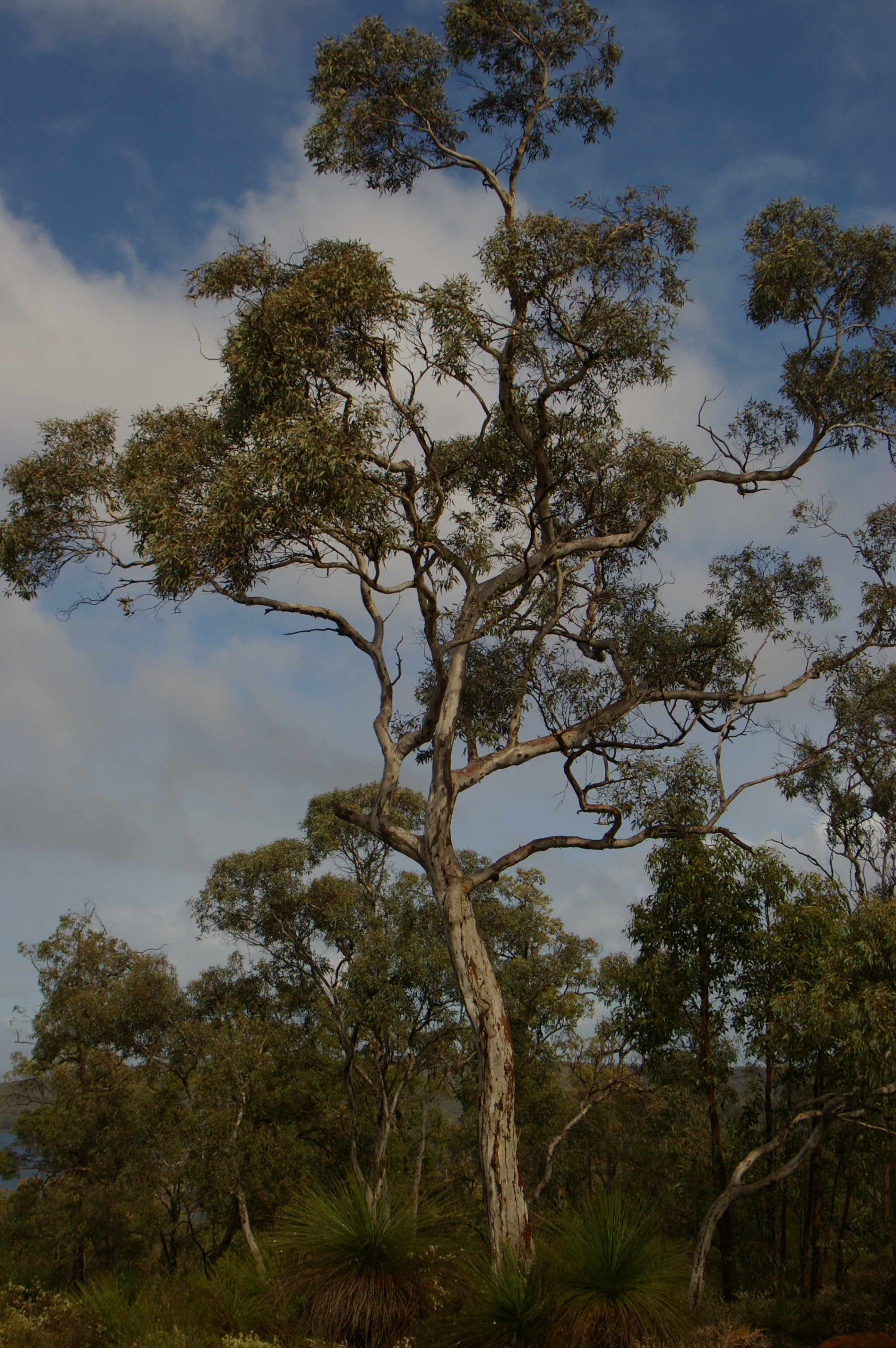
Eucalyptus wandoo

- Eucalyptus × westonii Maiden & Blakely
- Eucalyptus wetarensis L.D.Pryor
- Eucalyptus whitei Maiden & Blakely
- Eucalyptus wilcoxii Boland & Kleinig
- Eucalyptus williamsiana L.A.S.Johnson & K.D.Hill
- Eucalyptus willisii Ladiges, Humphries & Brooker
- Eucalyptus wimmerensis Rule
- Eucalyptus woodwardii Maiden
- Eucalyptus woollsiana F.Muell. ex R.T.Baker
- Eucalyptus wubinensis L.A.S.Johnson & K.D.Hill
- Eucalyptus wyolensis Boomsma

## X
- Eucalyptus xanthoclada Brooker & A.R.Bean
- Eucalyptus xanthonema Turcz.
- Eucalyptus xerothermica L.A.S.Johnson & K.D.Hill

## Y
- Eucalyptus × yagobiei Maiden
- Eucalyptus yalatensis Boomsma

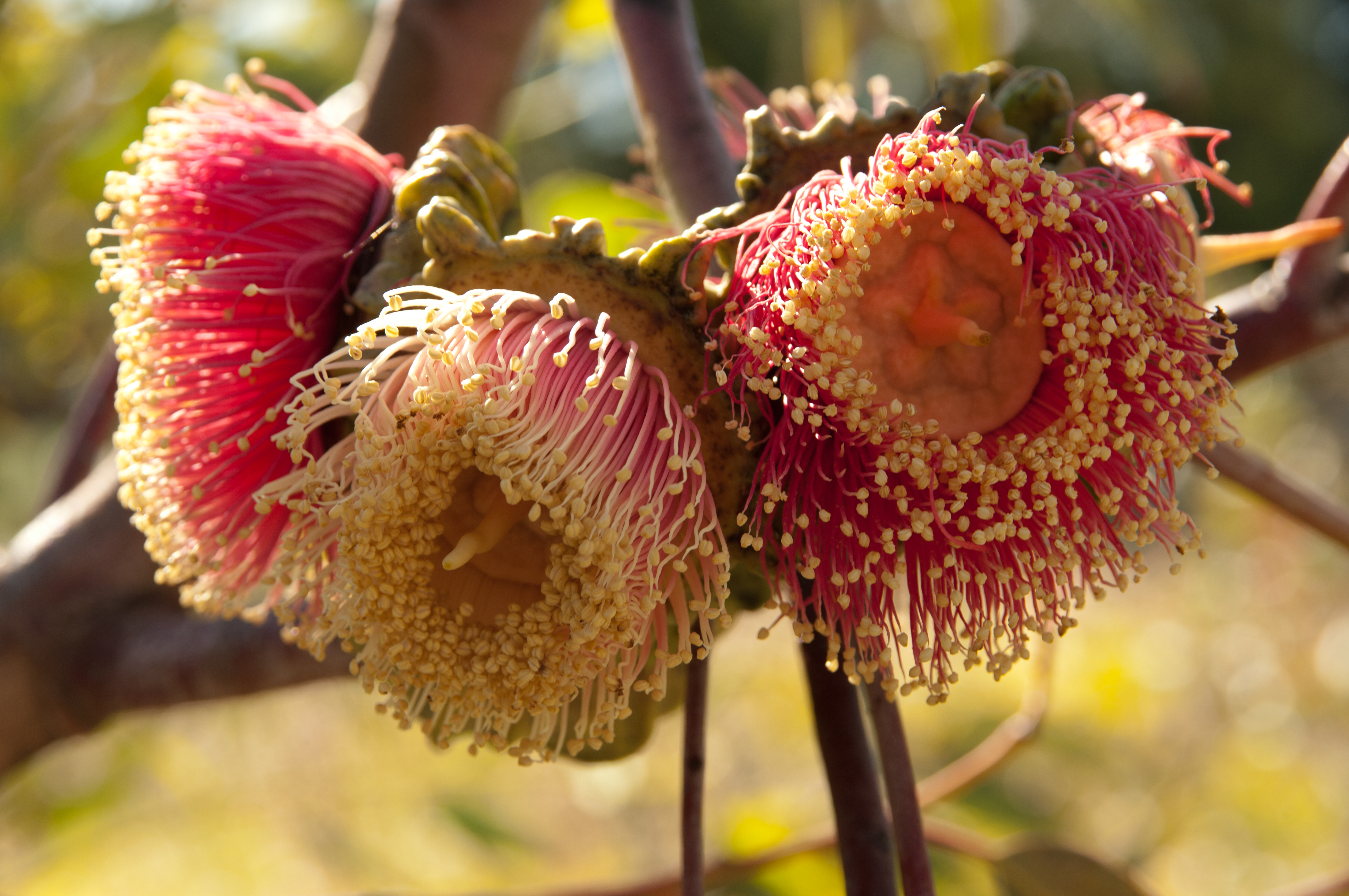
Eucalyptus youngiana

- Eucalyptus yarraensis Maiden & Cambage
- Eucalyptus yarriambiack Rule
- Eucalyptus yilgarnensis (Maiden) Brooker
- Eucalyptus youmanii Blakely & McKie
- Eucalyptus youngiana F.Muell.
- Eucalyptus yumbarrana Boomsma

## Z
- Eucalyptus zopherophloia Brooker & Hopper